# Ferrovie concesse in Italia
Le ferrovie concesse in Italia sono un insieme di linee ferroviarie la cui costruzione ed esercizio erano originariamente concessi dallo Stato all'industria privata. Presenti fin dall'unità d'Italia, le ferrovie concesse subirono diverse riforme nel corso della loro storia (imposte talvolta da difficili condizioni economiche, talaltra dalla preferenza accordata al trasporto su gomma), che dal finire del XX secolo in poi ne comportarono il ridimensionamento e la trasformazione in ferrovie regionali, affidandone le infrastrutture a specifici gestori e l'esercizio a imprese ferroviarie, generalmente tramite contratti di servizio.
Svariate ferrovie concesse erano caratterizzate dal tipico scartamento ridotto; per approfondire questo aspetto, si rimanda all'articolo dedicato alla storia dello scartamento ridotto in Italia.

## Storia

### L'istituto della concessione

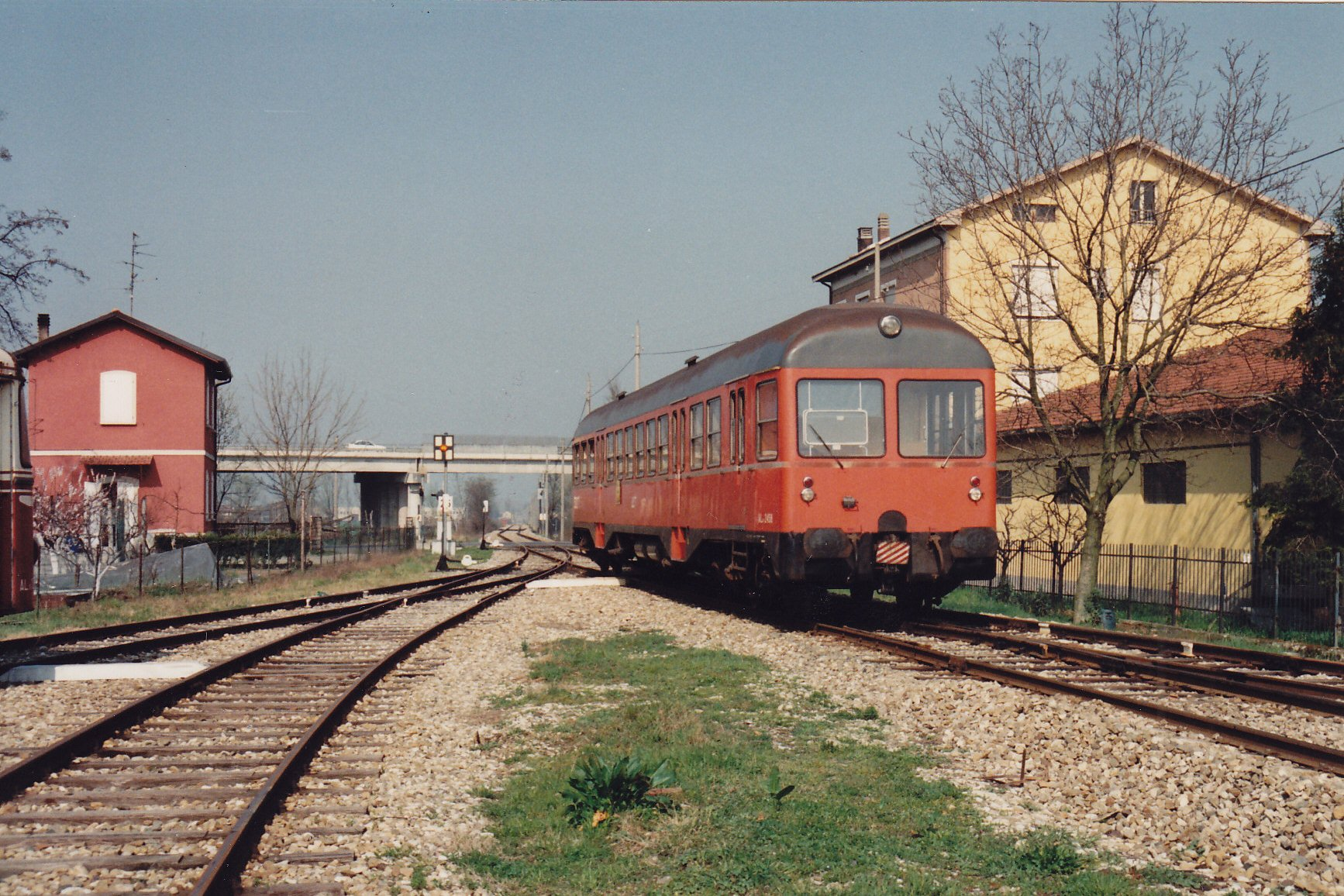
Automotrice Mak dell'Azienda Consorziale Trasporti di Reggio Emilia in partenza da Reggio Santa Croce nel 1988

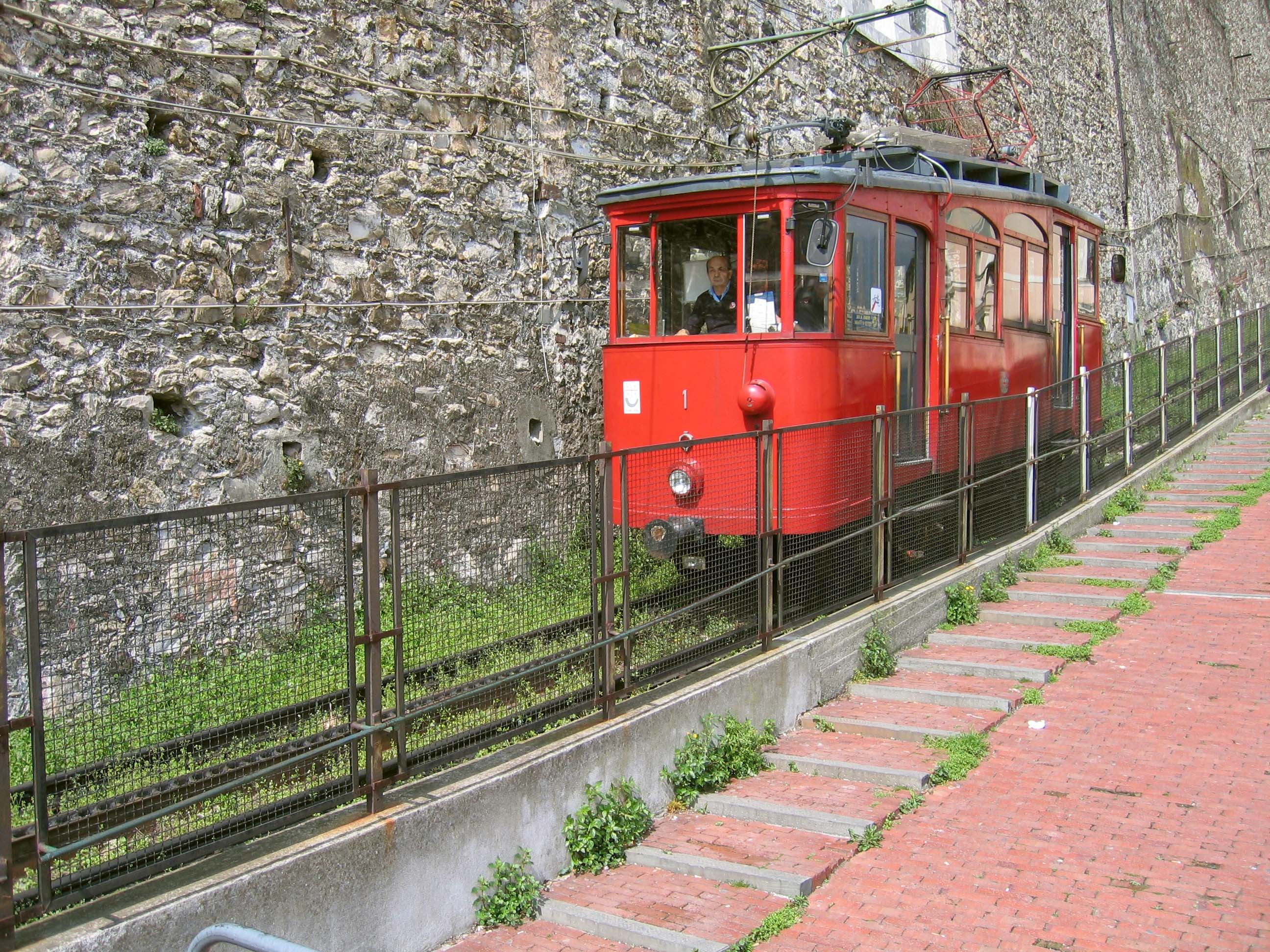
Una "concessa" atipica: ferrovia a cremagliera Principe-Granarolo (Genova)

All'indomani della stipula delle "Convenzioni" previste dalla riforma delle ferrovie italiane del 1885 che aveva visto l'assegnazione di gran parte dei servizi a tre imprese ferroviarie (Rete Mediterranea, Rete Adriatica e Rete Sicula), erano state mantenute diverse imprese ferroviarie, per lo più a carattere locale, che al 31 dicembre 1887 assommavano 1326 km di rete. Tali imprese operavano in regime di concessione, secondo quanto prescritto dalla Legge n. 2248 20 marzo 1865, allegato F.
Con la costituzione delle Ferrovie dello Stato, avvenuta nel 1905 e perfezionata nel 1907, rimasero numerose ferrovie "concesse all'industria privata" in base all'istituto giuridico pre-esistente, che generalmente prevedeva la concessione da parte dello Stato per la costruzione e l'esercizio di linee e impianti, per un determinato periodo ritenuto sufficiente a remunerare il capitale investito.
Nel 1916 le ferrovie concesse assommavano in totale a 4646 km, e tale estensione continuò ad aumentare nel periodo fino alla seconda guerra mondiale.
La suddivisione fra rete statale affidata alle FS e rete in concessione fu comunque sin dagli inizi passibile di cambiamenti dovuti allo scadere naturale delle concessioni o ad accordi specifici con riscatto da parte dello Stato, come nel caso dei riscatti di varie linee della Società Veneta (azienda che costituì a lungo il principale concessionario italiano): a volte con passaggi provvisori ad una società privata, come per la ferrovia Aulla-Lucca alle FS dal 1915, o viceversa con passaggi dallo Stato all'industria privata: fu questo il caso di varie linee cedute dalle FS alle Ferrovie del Sud Est nel 1933.
Nel secondo dopoguerra, la situazione vedeva dunque le ferrovie concesse all'industria privata regolate dal regio decreto n. 1447 9 maggio 1912 (Testo unico delle disposizioni di legge per le ferrovie concesse, le tramvie a trazione meccanica e gli automobili): esse rappresentavano un quinto dell'intera rete nazionale, di cui lo Stato era nudo proprietario fino allo scadere delle concessioni stesse (in quanto "beni privati di interesse pubblico").
Negli anni l'istituto della concessione di ferrovie all'industria privata fu via via rinnovato, portando alla presenza, secondo quanto elencato all'allegato VI D del decreto legislativo 12 aprile 2006, n. 163, di:
- enti, società e imprese che forniscono servizi ferroviari in base a concessione rilasciata ai sensi dell'art. 10 del regio decreto 9 maggio 1912, n. 1447, che approva il testo unico delle disposizioni di legge per le ferrovie concesse all'industria privata, le tranvie a trazione meccanica e gli automobili;[7]
- enti, società e imprese che forniscono servizi ferroviari in base a concessione rilasciata a norma dell'art. 4 della legge 14 giugno 1949, n. 410 - Concorso dello Stato per la riattivazione dei pubblici servizi di trasporto in concessione;
- enti, società e imprese o autorità locali che forniscono servizi ferroviari in base a concessione rilasciata a norma dell'art. 14 della legge 2 agosto 1952, n. 1221 - Provvedimenti per l'esercizio ed il potenziamento di ferrovie e di altre linee di trasporto in regime di concessione;
- enti, società e imprese che forniscono servizi di trasporto al pubblico ai sensi degli articoli 8 e 9 del decreto legislativo 19 novembre 1997, n. 422 - Conferimento alle regioni ed agli enti locali di funzioni e compiti in materia di trasporto pubblico locale, a norma dell'articolo 4, comma 4, della legge 15 marzo 1997, n. 9 - modificato dal decreto legislativo 20 settembre 1999, n. 400 e dall'articolo 45 della legge 1º agosto 2002, n. 166.

### Le gestioni commissariali governative

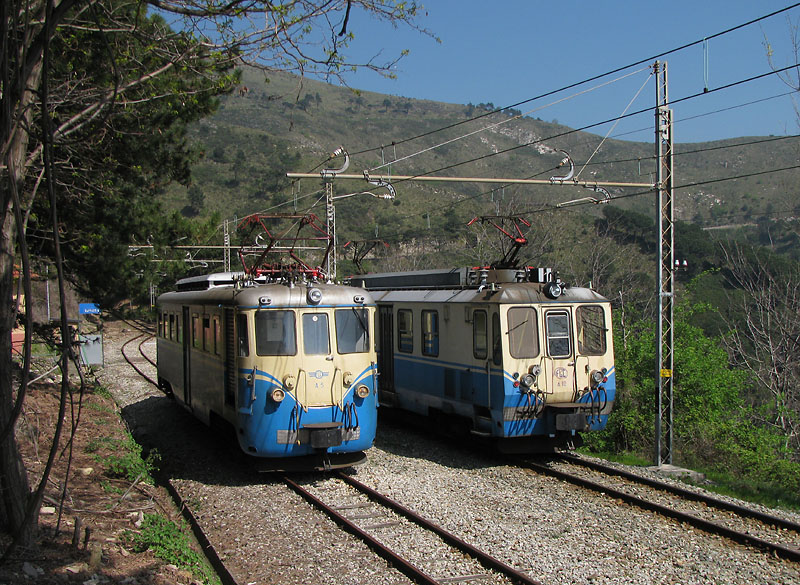
Fra le prime società a essere commissariate fu quella che gestiva la ferrovia Genova-Casella

Negli anni 1930 la difficile situazione economica generale, legata anche alla crisi del 1929 e unita ai margini economici sempre più ridotti che caratterizzavano il settore dei trasporti su ferro, che doveva competere con la crescente motorizzazione privata, portò al graduale disimpegno da parte dei privati e all'entrata in crisi di alcune società.
La prima azienda che risentì di tale fenomeno fu la Ferrovie e Tramvie Padane, che nel 1933 dichiarò fallimento e venne conseguentemente commissariata da parte del governo. Da allora le ferrovie in gestione commissariale governativa (comunemente abbreviata in G.C.G.) si moltiplicarono, dando vita ad una fattispecie sui generis, in quanto originariamente prevista a carattere provvisorio, di linee in capo direttamente allo Stato ma il cui esercizio non era affidato alle FS. Nel secondo dopoguerra alle Padane seguì, nel 1949, la ferrovia Genova-Casella e in seguito numerose altre aziende, fino alla riforma avviata sul finire del XX secolo.
Quest'ultima, inserita nel più ampio quadro di riforma dei servizi pubblici promosso dal diritto comunitario e recepito in Italia con le cosiddette leggi Bassanini, comportò l'affidamento provvisorio alle FS, per il successivo triennio 1998-2001, delle ferrovie in gestione commissariale governativa, con l'obiettivo di un loro risanamento e del successivo passaggio alla competenza diretta delle Regioni a decorrere dal 2002 in poi. Per tale motivo, le stesse furono gestite dalle allora esistenti Divisioni Regionali, con la figura del corrispondente direttore in sostituzione di quella del commissario governativo. Tale processo fu completato nei tempi previsti nelle regioni a statuto ordinario, mentre per altre realtà, come in Sicilia e Sardegna, richiese più tempo.
Al 2023 l'ultima gestione commissariale esistente risulta quella della ferrovia Circumetnea, la cui responsabilità è tuttora in capo alla Direzione generale Trasporto pubblico locale del Ministero delle infrastrutture e dei trasporti.

### Le politiche dei rami secchi

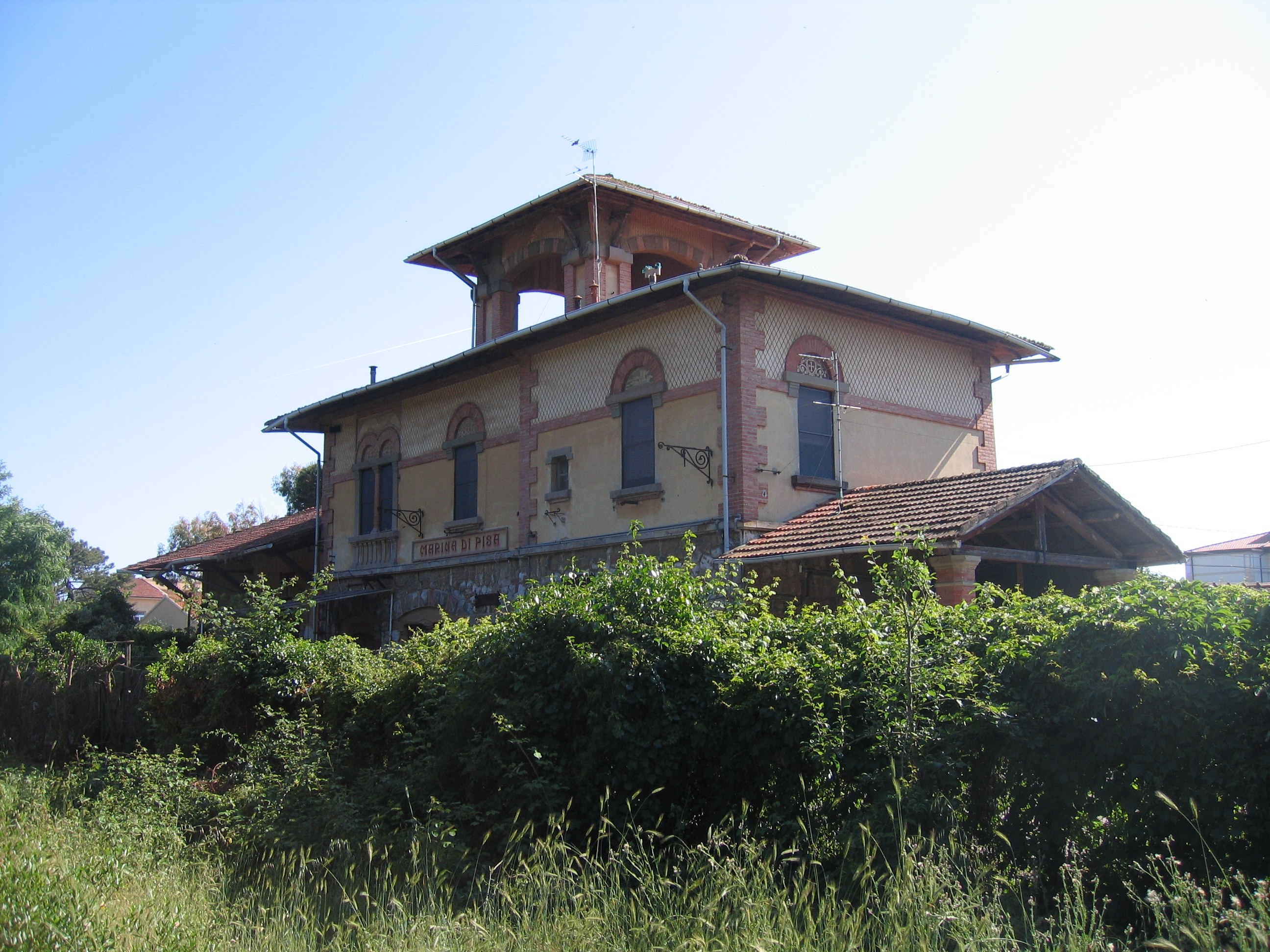
Stazione di Marina di Pisa, da tempo senza treni

Le politiche attuate dallo Stato nel secondo dopoguerra imposero un ridimensionamento alla rete delle "concesse" sopravvissuto al conflitto. Un primo provvedimento formalmente emanato a sostegno dell'industria privata, la citata legge n.1221 del 2 agosto 1952 ("Provvedimenti per l'esercizio ed il potenziamento di ferrovie e di altre linee di trasporto in regime di concessione"), consentì ad esempio di fruire di contributi pubblici per il rinnovo dei parchi veicoli, sostituendo l'ormai antiquata trazione a vapore con automotrici Diesel, imponendo però nel contempo la chiusura di tratte che pure registravano una buona affluenza passeggeri, come nel caso della Modena-Cento-Ferrara della Società Veneta, della Modena-Finale Emilia della SEFTA o della Reggio Emilia-Carpi del CCFR.
Una successiva ondata di soppressioni si ebbe negli anni 1960, con la chiusura imposta dal Ministero dei trasporti anche per linee dotate di infrastrutture moderne e caratterizzate da traffici significativi, come la Pisa-Tirrenia-Livorno, la Voghera-Varzi o la celebre Ferrovia delle Dolomiti.
L'ultimo provvedimento significativo destinato alle ferrovie in concessione prima della riforma che portò all'attuale assetto normativo fu la legge 910/1986, finalizzata specificamente "all'ammodernamento delle ferrovie concesse".

## Il XXI secolo e la situazione post-riforma

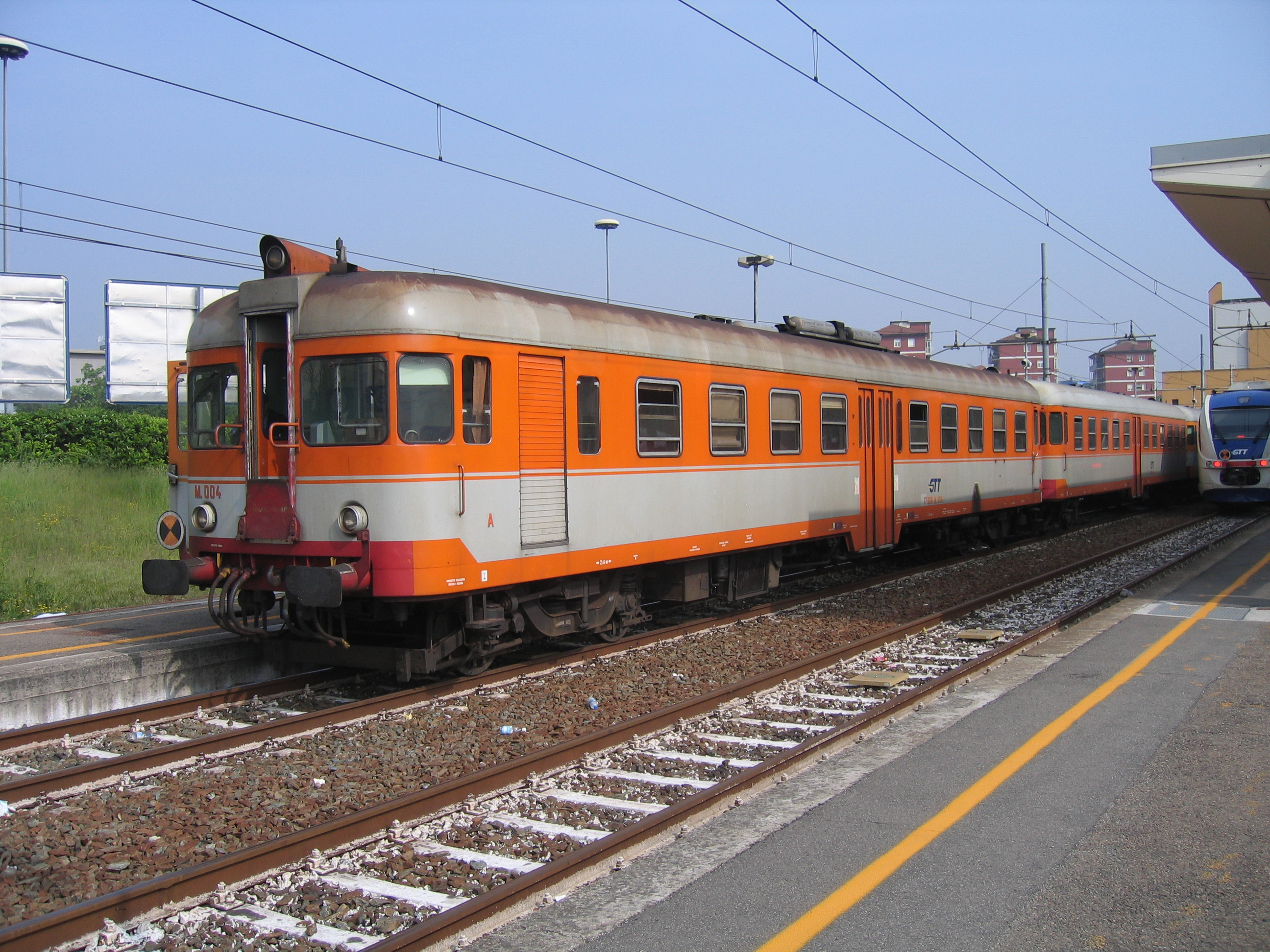
Automotrice GTT ex SATTI M.004

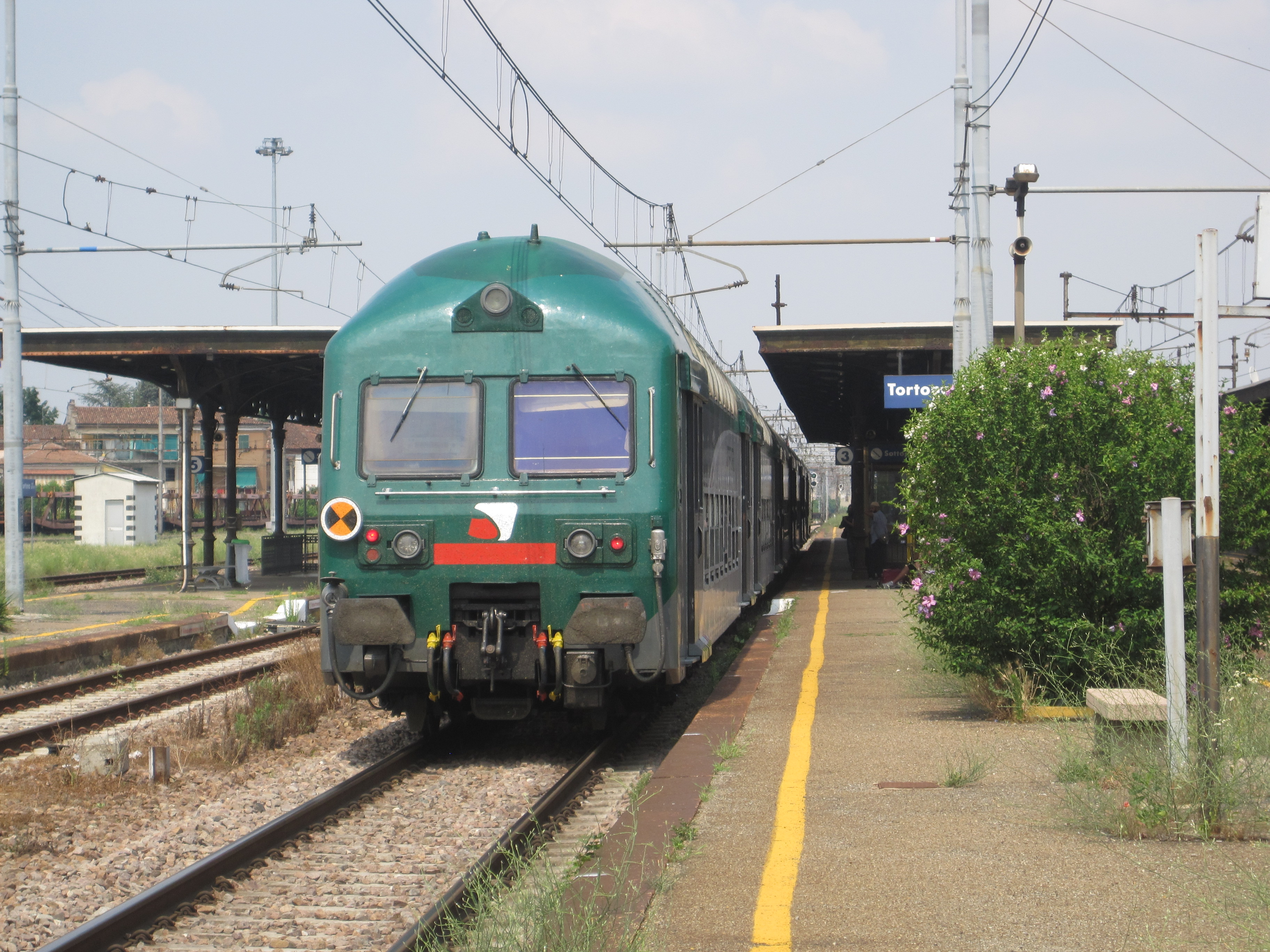
Un'immagine emblematica: treno regionale Trenord con materiale conferito da Trenitalia

Come anticipato, la riforma avviata con il decreto legislativo n. 422 del 1997 prefigurò una realtà costituita dall'affidamento alle Regioni, oltre che delle competenze già previste fin dal decreto presidenziale 14 gennaio 1972, n. 5 (con cui venne disposto il trasferimento alle Regioni a statuto ordinario delle funzioni amministrative statali in materie di tramvie e linee automobilistiche di interesse regionale), anche della gestione diretta delle aziende esercenti i servizi ferroviari "regionali". Per tale motivo furono istituite in seno alle FS 21 divisioni regionali (corrispondenti alle 19 regioni e alle 2 province autonome di Trento e Bolzano) cui si decise altresì di affidare, come visto, le precedenti gestioni commissariali governative.
Tale riforma portò alla costituzione di società di diritto privato, generalmente a responsabilità limitata e a capitale regionale, che furono incaricate della gestione di quest'ultimo gruppo di linee. La riforma ebbe peraltro una battuta d'arresto in considerazione dell'evoluzione della giurisprudenza comunitaria, che imponeva la messa a gara dei servizi pubblici di interesse locale e dunque mal si adattava con l'esercizio diretto; in questo quadro di incertezza le FS eliminarono le direzioni regionali, unificandole ed avviando rapporti diretti con le Regioni. L'attuale quadro normativo è oggetto di dibattito e risulta in evoluzione, con una crescente presenza di operatori regionali che operano in base ad accordi diversa natura con l'operatore nazionale Trenitalia.
Le ferrovie precedentemente in concessione sono oggi esercite da aziende che operano in base ad appositi contratti di servizio stipulati con le Regioni e le Province autonome; esse svolgono in generale servizi sia sulle vere e proprie "ex concesse", sia su linee che hanno riscattato dalle FS (come la ferrovia Merano-Malles gestita da STA o la ferrovia Foggia-Lucera gestita da FG), sia anche di realizzazione del tutto nuova (come la ferrovia Busto Arsizio-Malpensa Aeroporto di Ferrovienord o la ferrovia Bari-San Paolo di Ferrotramviaria). In un buon numero di casi, queste aziende locali esercitano servizi non solo su tutti i tipi di ferrovie regionali appena elencate, ma anche su rete RFI. Da segnalare, infine, come in alcuni casi le Regioni - tramite le rispettive aziende - stiano provvedendo sempre più a trasferire alcune linee "ex concesse" al gruppo Ferrovie dello Stato Italiane, per quanto riguarda la gestione sia dell'infrastruttura (RFI) sia del traffico (Trenitalia).

## Elenco

### Linee in esercizio
La tabella che segue mette in relazione per ciascuna linea le precedenti società (esercenti della "concessione" vera e propria) e le altre società di gestione. Si elencano qui non soltanto le "ex concesse" propriamente dette, ma anche linee pervenute nelle disponibilità delle aziende predette tramite mezzi diversi (riscattate alle FS o di nuova realizzazione).
Risulta evidente il fenomeno di progressiva aggregazione delle linee in reti su base locale (di norma regionale, o provinciale per le province autonome di Trento e Bolzano, ma anche comunale). Sono ben rappresentati anche il Ministero delle infrastrutture e dei trasporti (tramite società partecipate o gestioni commissariali), le FS (tramite Trenitalia, a volte gestore dell'esercizio in collaborazione con le aziende regionali) e il capitale privato: la presenza di quest'ultimo può essere considerata forse l'ultima vestigia del primitivo elemento della "concessione".
| Linee                                                | Scartamento | Precedenti società concessionarie e gestori                                         | Attuale gestore infrastruttura        | Attuale gestore esercizio       |
| ---------------------------------------------------- | ----------- | ----------------------------------------------------------------------------------- | ------------------------------------- | ------------------------------- |
| Domodossola-Locarno                                  | Ridotto     | SSIF - Società Subalpina Imprese Ferroviarie (dal 1923)                             | Società Subalpina Imprese Ferroviarie | SSIF/FART                       |
| Principe-Granarolo                                   | Ridotto     | Società Anonima Genovese per le ferrovie di Montagna (1901-1902)                    | Azienda Mobilità e Trasporti          | Azienda Mobilità e Trasporti    |
| Principe-Granarolo                                   | Ridotto     | De Bernardi & C. (1902-1907)                                                        | Azienda Mobilità e Trasporti          | Azienda Mobilità e Trasporti    |
| Principe-Granarolo                                   | Ridotto     | Luigi Parodi (1907-1922)                                                            | Azienda Mobilità e Trasporti          | Azienda Mobilità e Trasporti    |
| Principe-Granarolo                                   | Ridotto     | Comune di Genova (1922-1923)                                                        | Azienda Mobilità e Trasporti          | Azienda Mobilità e Trasporti    |
| Principe-Granarolo                                   | Ridotto     | Consorzio Nazionale Cooperative Combattenti (1923-1934)                             | Azienda Mobilità e Trasporti          | Azienda Mobilità e Trasporti    |
| Principe-Granarolo                                   | Ridotto     | Azienda Autonoma Autobus (1934-1935)                                                | Azienda Mobilità e Trasporti          | Azienda Mobilità e Trasporti    |
| Principe-Granarolo                                   | Ridotto     | UITE - Unione Italiana Tramways Elettrici (1935-1965)                               | Azienda Mobilità e Trasporti          | Azienda Mobilità e Trasporti    |
| Principe-Granarolo                                   | Ridotto     | AMT - Azienda Municipalizzata Trasporti (1965-1999)                                 | Azienda Mobilità e Trasporti          | Azienda Mobilità e Trasporti    |
| Genova-Casella                                       | Ridotto     | SFEL - Società Ferrovie Elettriche Liguri (1929-1949)                               | Azienda Mobilità e Trasporti          | Azienda Mobilità e Trasporti    |
| Genova-Casella                                       | Ridotto     | FGC - G.C.G. Ferrovia Genova Casella (1949-2002)                                    | Azienda Mobilità e Trasporti          | Azienda Mobilità e Trasporti    |
| Genova-Casella                                       | Ridotto     | FGC - Ferrovia Genova Casella Srl (2002-2010)                                       | Azienda Mobilità e Trasporti          | Azienda Mobilità e Trasporti    |
| Milano-Asso                                          | Ordinario   | FMSME - Società Anonima delle Ferrovie Milano-Saronno e Milano-Erba (1879-1883)     | Ferrovienord                          | Trenord                         |
| Milano-Asso                                          | Ordinario   | FNM - Ferrovie Nord Milano (1883-2006)                                              | Ferrovienord                          | Trenord                         |
| Milano-Saronno                                       | Ordinario   | FMSME - Società Anonima delle Ferrovie Milano-Saronno e Milano-Erba (1879-1883)     | Ferrovienord                          | Trenord                         |
| Milano-Saronno                                       | Ordinario   | FNM - Ferrovie Nord Milano (1883-2006)                                              | Ferrovienord                          | Trenord                         |
| Saronno-Novara                                       | Ordinario   | FNS - Società Anonima per la Ferrovia Novara-Seregno (1887-1943)                    | Ferrovienord                          | Trenord                         |
| Saronno-Novara                                       | Ordinario   | FNM - Ferrovie Nord Milano (1943-2006)                                              | Ferrovienord                          | Trenord                         |
| Saronno-Seregno                                      | Ordinario   | FNS - Società Anonima per la Ferrovia Novara-Seregno (1887-1943)                    | Ferrovienord                          | Trenord                         |
| Saronno-Seregno                                      | Ordinario   | FNM - Ferrovie Nord Milano (1943-2006)                                              | Ferrovienord                          | Trenord                         |
| Saronno-Laveno                                       | Ordinario   | FPC - Società Anonima Ferrovie Provinciali Comasche (1884-1885)                     | Ferrovienord                          | Trenord                         |
| Saronno-Laveno                                       | Ordinario   | SFT - Società Anonima delle Ferrovie del Ticino (1885-1888)                         | Ferrovienord                          | Trenord                         |
| Saronno-Laveno                                       | Ordinario   | FNM - Ferrovie Nord Milano (1888-2006)                                              | Ferrovienord                          | Trenord                         |
| Saronno-Como                                         | Ordinario   | SFT - Società Anonima delle Ferrovie del Ticino (1885-1888)                         | Ferrovienord                          | Trenord                         |
| Saronno-Como                                         | Ordinario   | FNM - Ferrovie Nord Milano (1888-2006)                                              | Ferrovienord                          | Trenord                         |
| Busto Arsizio-Malpensa Aeroporto                     | Ordinario   | FNM - Ferrovie Nord Milano (1999-2006)                                              | Ferrovienord                          | Trenord                         |
| Brescia-Iseo-Edolo                                   | Ordinario   | SNFT - Società Nazionale Ferrovie e Tramvie                                         | Ferrovienord                          | Trenord                         |
| Brescia-Iseo-Edolo                                   | Ordinario   | Consorzio Brescia Nord (1988-1992)                                                  | Ferrovienord                          | Trenord                         |
| Brescia-Iseo-Edolo                                   | Ordinario   | FNM - Ferrovie Nord Milano (1992-2006)                                              | Ferrovienord                          | Trenord                         |
| Bolzano-Collalbo (del Renon)                         | Ridotto     | Imperial Regia Società Privilegiata della Ferrovia Meridionale - (1907-1923)        | Strutture Trasporto Alto Adige        | Strutture Trasporto Alto Adige  |
| Bolzano-Collalbo (del Renon)                         | Ridotto     | STE - Società Trentina Elettricità (1923-1955)                                      | Strutture Trasporto Alto Adige        | Strutture Trasporto Alto Adige  |
| Bolzano-Collalbo (del Renon)                         | Ridotto     | FEAR - Ferrovie Elettriche Autoservizi Riuniti (1955-1992)                          | Strutture Trasporto Alto Adige        | Strutture Trasporto Alto Adige  |
| Bolzano-Collalbo (del Renon)                         | Ridotto     | SAD - Società Automobilistica Dolomiti (1992-2021)                                  | Strutture Trasporto Alto Adige        | Strutture Trasporto Alto Adige  |
| Merano-Malles (della Val Venosta)                    | Ordinario   | Strutture Trasporto Alto Adige (dal 2005)                                           | Strutture Trasporto Alto Adige        | Strutture Trasporto Alto Adige  |
| Trento-Malé-Mezzana                                  | Ridotto     | FTM - Ferrovia Trento Malé (1960-2002)                                              | Trentino Trasporti                    | Trentino Trasporti Esercizio    |
| Trento-Malé-Mezzana                                  | Ridotto     | TT - Trentino Trasporti (dal 2002)                                                  | Trentino Trasporti                    | Trentino Trasporti Esercizio    |
| Adria-Mestre                                         | Ordinario   | SV - Società Veneta (1916-1969)                                                     | Infrastrutture Venete                 | Infrastrutture Venete           |
| Adria-Mestre                                         | Ordinario   | SVA - Società Veneta Autoferrovie (1970-1981) - gruppo SV                           | Infrastrutture Venete                 | Infrastrutture Venete           |
| Adria-Mestre                                         | Ordinario   | FNE - Ferrovie del Nord Est (1981-1986) - gruppo SV                                 | Infrastrutture Venete                 | Infrastrutture Venete           |
| Adria-Mestre                                         | Ordinario   | FAM - G.C.G. Ferrovia Adria Mestre (1986-1990)                                      | Infrastrutture Venete                 | Infrastrutture Venete           |
| Adria-Mestre                                         | Ordinario   | FV - G.C.G. Ferrovia Venete (1990-2001)                                             | Infrastrutture Venete                 | Infrastrutture Venete           |
| Adria-Mestre                                         | Ordinario   | FV - Ferrovie Venete Srl (2001-2002)                                                | Infrastrutture Venete                 | Infrastrutture Venete           |
| Adria-Mestre                                         | Ordinario   | ST - Sistemi Territoriali (2002-2019)                                               | Infrastrutture Venete                 | Infrastrutture Venete           |
| Udine-Cividale                                       | Ordinario   | SV - Società Veneta (1916-1969)                                                     | Società Ferrovie Udine-Cividale       | Società Ferrovie Udine-Cividale |
| Udine-Cividale                                       | Ordinario   | SVA - Società Veneta Autoferrovie - gruppo SV (1970-1981)                           | Società Ferrovie Udine-Cividale       | Società Ferrovie Udine-Cividale |
| Udine-Cividale                                       | Ordinario   | FNE - Ferrovie del Nord Est - gruppo SV (1981-1986)                                 | Società Ferrovie Udine-Cividale       | Società Ferrovie Udine-Cividale |
| Udine-Cividale                                       | Ordinario   | FUC - G.C.G. Ferrovia Udine Cividale (1986-1990)                                    | Società Ferrovie Udine-Cividale       | Società Ferrovie Udine-Cividale |
| Udine-Cividale                                       | Ordinario   | FV - G.C.G. Ferrovia Venete (1990-2001)                                             | Società Ferrovie Udine-Cividale       | Società Ferrovie Udine-Cividale |
| Udine-Cividale                                       | Ordinario   | FV - Ferrovie Venete Srl (2001-2002)                                                | Società Ferrovie Udine-Cividale       | Società Ferrovie Udine-Cividale |
| Udine-Cividale                                       | Ordinario   | ST - Sistemi Territoriali (2002-2005)                                               | Società Ferrovie Udine-Cividale       | Società Ferrovie Udine-Cividale |
| Bologna-Portomaggiore                                | Ordinario   | SV - Società Veneta (1887-1970)                                                     | Ferrovie Emilia Romagna               | Trenitalia Tper                 |
| Bologna-Portomaggiore                                | Ordinario   | SVA - Società Veneta Autoferrovie - gruppo SV (1970-1981)                           | Ferrovie Emilia Romagna               | Trenitalia Tper                 |
| Bologna-Portomaggiore                                | Ordinario   | TraRo - Trasporti Romagnoli SpA - gruppo SV (1981-1986)                             | Ferrovie Emilia Romagna               | Trenitalia Tper                 |
| Bologna-Portomaggiore                                | Ordinario   | FBP - G.C.G. Ferrovia Bologna Portomaggiore(1986-2001)                              | Ferrovie Emilia Romagna               | Trenitalia Tper                 |
| Bologna-Portomaggiore                                | Ordinario   | FER - Ferrovie Emilia Romagna (2001-2011)                                           | Ferrovie Emilia Romagna               | Trenitalia Tper                 |
| Casalecchio-Vignola                                  | Ordinario   | APT - Azienda Provinciale Trasporti (1955-1975)                                     | Ferrovie Emilia Romagna               | Trenitalia Tper                 |
| Casalecchio-Vignola                                  | Ordinario   | ATC - Azienda Trasporti Consortile (1975-2003)                                      | Ferrovie Emilia Romagna               | Trenitalia Tper                 |
| Casalecchio-Vignola                                  | Ordinario   | FBV - Ferrovia Bologna Vignola "Suburbana" (2003-2009)                              | Ferrovie Emilia Romagna               | Trenitalia Tper                 |
| Casalecchio-Vignola                                  | Ordinario   | FER - Ferrovie Emilia Romagna (2009-2011)                                           | Ferrovie Emilia Romagna               | Trenitalia Tper                 |
| Ferrara-Codigoro                                     | Ordinario   | FTP - Società Anonima delle Ferrovie e Tramvie Padane (1931-1933)                   | Ferrovie Emilia Romagna               | Trenitalia Tper                 |
| Ferrara-Codigoro                                     | Ordinario   | FP - G.C.G. Ferrovie Padane (1933-2002)                                             | Ferrovie Emilia Romagna               | Trenitalia Tper                 |
| Ferrara-Codigoro                                     | Ordinario   | FER - Ferrovie Emilia Romagna (2009-2011)                                           | Ferrovie Emilia Romagna               | Trenitalia Tper                 |
| Modena-Sassuolo                                      | Ordinario   | FSMMF - Società Anonima Ferrovia Sassuolo Modena Mirandola Finale (1883-1917)       | Ferrovie Emilia Romagna               | Trenitalia Tper                 |
| Modena-Sassuolo                                      | Ordinario   | SEFTA - Società Emiliana di Ferrovie, Tranvie ed Automobili (1917-1976)             | Ferrovie Emilia Romagna               | Trenitalia Tper                 |
| Modena-Sassuolo                                      | Ordinario   | ATCM - Azienda Trasporti Collettivi e Mobilità (1976-2008)                          | Ferrovie Emilia Romagna               | Trenitalia Tper                 |
| Modena-Sassuolo                                      | Ordinario   | FER - Ferrovie Emilia Romagna (2009-2011)                                           | Ferrovie Emilia Romagna               | Trenitalia Tper                 |
| Parma-Suzzara                                        | Ordinario   | SAFPS - Società Anonima per la ferrovia Parma-Suzzara (1883-1885)                   | Ferrovie Emilia Romagna               | Trenitalia Tper                 |
| Parma-Suzzara                                        | Ordinario   | SV - Società Veneta (1885-1969)                                                     | Ferrovie Emilia Romagna               | Trenitalia Tper                 |
| Parma-Suzzara                                        | Ordinario   | SVA - Società Veneta Autoferrovie - gruppo SV (1970-1986)                           | Ferrovie Emilia Romagna               | Trenitalia Tper                 |
| Parma-Suzzara                                        | Ordinario   | FPS - G.C.G. Ferrovia Parma Suzzara (1986-2000)                                     | Ferrovie Emilia Romagna               | Trenitalia Tper                 |
| Parma-Suzzara                                        | Ordinario   | FER - Ferrovie Emilia Romagna (2001-2011)                                           | Ferrovie Emilia Romagna               | Trenitalia Tper                 |
| Reggio Emilia-Ciano d'Enza                           | Ordinario   | CCPL - Consorzio Cooperativo di Produzione e Lavoro (1907-1936)                     | Ferrovie Emilia Romagna               | Trenitalia Tper                 |
| Reggio Emilia-Ciano d'Enza                           | Ordinario   | CCFR - Consorzio Cooperativo Ferrovie Reggiane (1936-1975)                          | Ferrovie Emilia Romagna               | Trenitalia Tper                 |
| Reggio Emilia-Ciano d'Enza                           | Ordinario   | ACT - Azienda Consorziale Trasporti (1975-2009)                                     | Ferrovie Emilia Romagna               | Trenitalia Tper                 |
| Reggio Emilia-Ciano d'Enza                           | Ordinario   | FER - Ferrovie Emilia Romagna (2010-2011)                                           | Ferrovie Emilia Romagna               | Trenitalia Tper                 |
| Reggio Emilia-Guastalla                              | Ordinario   | SAFRE - Società Anonima per le Ferrovie di Reggio Emilia (1886-1936)                | Ferrovie Emilia Romagna               | Trenitalia Tper                 |
| Reggio Emilia-Guastalla                              | Ordinario   | CCFR - Consorzio Cooperativo Ferrovie Reggiane (1936-1975)                          | Ferrovie Emilia Romagna               | Trenitalia Tper                 |
| Reggio Emilia-Guastalla                              | Ordinario   | ACT - Azienda Consorziale Trasporti (1975-2009)                                     | Ferrovie Emilia Romagna               | Trenitalia Tper                 |
| Reggio Emilia-Guastalla                              | Ordinario   | FER - Ferrovie Emilia Romagna (2010-2011)                                           | Ferrovie Emilia Romagna               | Trenitalia Tper                 |
| Sassuolo-Reggio Emilia                               | Ordinario   | SAFRE - Società Anonima per le Ferrovie di Reggio Emilia (1891-1936)                | Ferrovie Emilia Romagna               | Trenitalia Tper                 |
| Sassuolo-Reggio Emilia                               | Ordinario   | CCFR - Consorzio Cooperativo Ferrovie Reggiane (1936-1975)                          | Ferrovie Emilia Romagna               | Trenitalia Tper                 |
| Sassuolo-Reggio Emilia                               | Ordinario   | ACT - Azienda Consorziale Trasporti (1975-2009)                                     | Ferrovie Emilia Romagna               | Trenitalia Tper                 |
| Sassuolo-Reggio Emilia                               | Ordinario   | FER - Ferrovie Emilia Romagna (2010-2011)                                           | Ferrovie Emilia Romagna               | Trenitalia Tper                 |
| Suzzara-Ferrara                                      | Ordinario   | FSF - Società Anonima Ferrovia Suzzara Ferrara (1888-1942)                          | Ferrovie Emilia Romagna               | Trenitalia Tper                 |
| Suzzara-Ferrara                                      | Ordinario   | FSF - Ferrovia Suzzara Ferrara SpA (1942-1984)                                      | Ferrovie Emilia Romagna               | Trenitalia Tper                 |
| Suzzara-Ferrara                                      | Ordinario   | FSF - G.C.G. Ferrovia Suzzara Ferrara (1985-2002)                                   | Ferrovie Emilia Romagna               | Trenitalia Tper                 |
| Suzzara-Ferrara                                      | Ordinario   | FER - Ferrovie Emilia Romagna (2003-2011)                                           | Ferrovie Emilia Romagna               | Trenitalia Tper                 |
| Arezzo-Stia (Casentinese)                            | Ordinario   | SV - Società Veneta (1888-1950)                                                     | Rete Ferroviaria Toscana              | Trasporto Ferroviario Toscano   |
| Arezzo-Stia (Casentinese)                            | Ordinario   | LFI - La Ferroviaria Italiana (1950-1986)                                           | Rete Ferroviaria Toscana              | Trasporto Ferroviario Toscano   |
| Arezzo-Stia (Casentinese)                            | Ordinario   | FSAS - G.C.G. Ferrovia Stia-Arezzo-Sinalunga(1987-1992)                             | Rete Ferroviaria Toscana              | Trasporto Ferroviario Toscano   |
| Arezzo-Stia (Casentinese)                            | Ordinario   | LFI - La Ferroviaria Italiana (1992-2005)                                           | Rete Ferroviaria Toscana              | Trasporto Ferroviario Toscano   |
| Arezzo-Sinalunga (della Val di Chiana)               | Ordinario   | LFI - Società Anonima La Ferroviaria Italiana (1914-1942)                           | Rete Ferroviaria Toscana              | Trasporto Ferroviario Toscano   |
| Arezzo-Sinalunga (della Val di Chiana)               | Ordinario   | LFI - La Ferroviaria Italiana (1942-1986)                                           | Rete Ferroviaria Toscana              | Trasporto Ferroviario Toscano   |
| Arezzo-Sinalunga (della Val di Chiana)               | Ordinario   | FSAS - G.C.G. Ferrovia Stia-Arezzo-Sinalunga (1987-1992)                            | Rete Ferroviaria Toscana              | Trasporto Ferroviario Toscano   |
| Arezzo-Sinalunga (della Val di Chiana)               | Ordinario   | LFI - La Ferroviaria Italiana (1992-2005)                                           | Rete Ferroviaria Toscana              | Trasporto Ferroviario Toscano   |
| Roma-Civita Castellana-Viterbo                       | Ordinario   | SRFN - Società Romana Ferrovie del Nord (1913-1970)                                 | ASTRAL                                | COTRAL                          |
| Roma-Civita Castellana-Viterbo                       | Ordinario   | STEFER - Società delle Tramvie E Ferrovie Elettriche di Roma (1970-1976)            | ASTRAL                                | COTRAL                          |
| Roma-Civita Castellana-Viterbo                       | Ordinario   | ACOTRAL - Azienda Consortile Trasporti Laziali (1976-1993)                          | ASTRAL                                | COTRAL                          |
| Roma-Civita Castellana-Viterbo                       | Ordinario   | COTRAL - Compagnia Trasporti Laziali (1993-2000)                                    | ASTRAL                                | COTRAL                          |
| Roma-Civita Castellana-Viterbo                       | Ordinario   | Metroferro (2000-2001)                                                              | ASTRAL                                | COTRAL                          |
| Roma-Civita Castellana-Viterbo                       | Ordinario   | Met.Ro. - Metropolitane di Roma (2001-2010)                                         | ASTRAL                                | COTRAL                          |
| Roma-Civita Castellana-Viterbo                       | Ordinario   | ATAC (2010-2022)                                                                    | ASTRAL                                | COTRAL                          |
| Roma-Lido                                            | Ordinario   | SEFI - Società Elettro Ferroviaria Italiana (1924-1941)                             | ASTRAL                                | COTRAL                          |
| Roma-Lido                                            | Ordinario   | STEFER - Società delle Tramvie E Ferrovie Elettriche di Roma (1941-1976)            | ASTRAL                                | COTRAL                          |
| Roma-Lido                                            | Ordinario   | ACOTRAL - Azienda Consortile Trasporti Laziali (1976-1993)                          | ASTRAL                                | COTRAL                          |
| Roma-Lido                                            | Ordinario   | COTRAL - Compagnia Trasporti Laziali (1993-2000)                                    | ASTRAL                                | COTRAL                          |
| Roma-Lido                                            | Ordinario   | Metroferro (2000-2001)                                                              | ASTRAL                                | COTRAL                          |
| Roma-Lido                                            | Ordinario   | Met.Ro. - Metropolitane di Roma (2001-2010)                                         | ASTRAL                                | COTRAL                          |
| Roma-Lido                                            | Ordinario   | ATAC (2010-2022)                                                                    | ASTRAL                                | COTRAL                          |
| Roma-Giardinetti                                     | Ridotto     | SFV - Società per le Ferrovie Vicinali (1916-1941)                                  | ATAC                                  | ATAC                            |
| Roma-Giardinetti                                     | Ridotto     | STEFER - Società delle Tramvie E Ferrovie Elettriche di Roma (1941-1976)            | ATAC                                  | ATAC                            |
| Roma-Giardinetti                                     | Ridotto     | ACOTRAL - Azienda Consortile Trasporti Laziali (1976-1993)                          | ATAC                                  | ATAC                            |
| Roma-Giardinetti                                     | Ridotto     | COTRAL - Compagnia Trasporti Laziali (1993-2000)                                    | ATAC                                  | ATAC                            |
| Roma-Giardinetti                                     | Ridotto     | Metroferro (2000-2001)                                                              | ATAC                                  | ATAC                            |
| Roma-Giardinetti                                     | Ridotto     | Met.Ro. - Metropolitane di Roma (2001-2010)                                         | ATAC                                  | ATAC                            |
| Ferrovia Sangritana                                  | Ordinario   | FAA - Società per le Ferrovie Adriatico Appennino (1912-1980)                       | Ferrovia Adriatico Sangritana         | Ferrovia Adriatico Sangritana   |
| Ferrovia Sangritana                                  | Ordinario   | FAS - Ferrovia Adriatico Sangritana (1980-2000)                                     | Ferrovia Adriatico Sangritana         | Ferrovia Adriatico Sangritana   |
| Napoli-Piedimonte Matese (Alifana)                   | Ordinario   | CFMI - Compagnie des Chemins de Fer du Midi et d’Italie (1913-1923)                 | Ente Autonomo Volturno                | Ente Autonomo Volturno          |
| Napoli-Piedimonte Matese (Alifana)                   | Ordinario   | FNP - Ferrovia Napoli Piedimonte (1923-1968)                                        | Ente Autonomo Volturno                | Ente Autonomo Volturno          |
| Napoli-Piedimonte Matese (Alifana)                   | Ordinario   | TPN - Tranvie Provinciali Napoletane (1978-1986)                                    | Ente Autonomo Volturno                | Ente Autonomo Volturno          |
| Napoli-Piedimonte Matese (Alifana)                   | Ordinario   | FABN - Ferrovia Alifana e Benevento Napoli (1986-2005)                              | Ente Autonomo Volturno                | Ente Autonomo Volturno          |
| Napoli-Piedimonte Matese (Alifana)                   | Ordinario   | MCNE - MetroCampania NordEst (2005-2012)                                            | Ente Autonomo Volturno                | Ente Autonomo Volturno          |
| Benevento-Cancello (della Valle Caudina)             | Ordinario   | SFS - Società Anonima Strade Ferrate Sovvenzionate (1910-1971)                      | Ente Autonomo Volturno                | Ente Autonomo Volturno          |
| Benevento-Cancello (della Valle Caudina)             | Ordinario   | FBN - G.C.G. Ferrovia Benevento Cancello (1971-1986)                                | Ente Autonomo Volturno                | Ente Autonomo Volturno          |
| Benevento-Cancello (della Valle Caudina)             | Ordinario   | FABN - Ferrovia Alifana e Benevento Napoli (1986-2005)                              | Ente Autonomo Volturno                | Ente Autonomo Volturno          |
| Benevento-Cancello (della Valle Caudina)             | Ordinario   | MCNE - MetroCampania NordEst (2005-2012)                                            | Ente Autonomo Volturno                | Ente Autonomo Volturno          |
| Napoli-Pozzuoli-Torregaveta (Cumana)                 | Ordinario   | Società per le Ferrovie Napoletane (1889-1938)                                      | Ente Autonomo Volturno                | Ente Autonomo Volturno          |
| Napoli-Pozzuoli-Torregaveta (Cumana)                 | Ordinario   | SEPSA - Società per l'Esercizio di Pubblici Servizi Anonima (1938-2011)             | Ente Autonomo Volturno                | Ente Autonomo Volturno          |
| Napoli-Licola-Torregaveta (Circumflegrea)            | Ordinario   | SEPSA - Società per l'Esercizio di Pubblici Servizi Anonima (1962-2011)             | Ente Autonomo Volturno                | Ente Autonomo Volturno          |
| Napoli-Ottaviano-Sarno                               | Ridotto     | Società Anonima Ferrovia Napoli - Ottaviano (1890-1901)                             | Ente Autonomo Volturno                | Ente Autonomo Volturno          |
| Napoli-Ottaviano-Sarno                               | Ridotto     | SFSM - Strade Ferrate Secondarie Meridionali (1901-1985)                            | Ente Autonomo Volturno                | Ente Autonomo Volturno          |
| Napoli-Ottaviano-Sarno                               | Ridotto     | G.C.G. Ferrovia Circumvesuviana (1985-2001)                                         | Ente Autonomo Volturno                | Ente Autonomo Volturno          |
| Napoli-Ottaviano-Sarno                               | Ridotto     | Ferrovia Circumvesuviana (2001-2012)                                                | Ente Autonomo Volturno                | Ente Autonomo Volturno          |
| Napoli-Pompei-Poggiomarino                           | Ridotto     | SFSM - Strade Ferrate Secondarie Meridionali (1904-1985)                            | Ente Autonomo Volturno                | Ente Autonomo Volturno          |
| Napoli-Pompei-Poggiomarino                           | Ridotto     | G.C.G. Ferrovia Circumvesuviana (1985-2001)                                         | Ente Autonomo Volturno                | Ente Autonomo Volturno          |
| Napoli-Pompei-Poggiomarino                           | Ridotto     | Ferrovia Circumvesuviana (2001-2012)                                                | Ente Autonomo Volturno                | Ente Autonomo Volturno          |
| Torre Annunziata-Sorrento                            | Ridotto     | SFSM - Strade Ferrate Secondarie Meridionali (1934-1985)                            | Ente Autonomo Volturno                | Ente Autonomo Volturno          |
| Torre Annunziata-Sorrento                            | Ridotto     | G.C.G. Ferrovia Circumvesuviana (1985-2001)                                         | Ente Autonomo Volturno                | Ente Autonomo Volturno          |
| Torre Annunziata-Sorrento                            | Ridotto     | Ferrovia Circumvesuviana (2001-2012)                                                | Ente Autonomo Volturno                | Ente Autonomo Volturno          |
| Napoli-Nola-Baiano                                   | Ridotto     | Chemin de fer de Naples-Nola-Bajano et extensions (1884-1937)                       | Ente Autonomo Volturno                | Ente Autonomo Volturno          |
| Napoli-Nola-Baiano                                   | Ridotto     | SFSM - Strade Ferrate Secondarie Meridionali (1937-1985)                            | Ente Autonomo Volturno                | Ente Autonomo Volturno          |
| Napoli-Nola-Baiano                                   | Ridotto     | G.C.G. Ferrovia Circumvesuviana (1985-2001)                                         | Ente Autonomo Volturno                | Ente Autonomo Volturno          |
| Napoli-Nola-Baiano                                   | Ridotto     | Ferrovia Circumvesuviana (2001-2012)                                                | Ente Autonomo Volturno                | Ente Autonomo Volturno          |
| San Severo-Peschici                                  | Ordinario   | FTM - Società Anonima per le Ferrovie e Tramvie del Mezzogiorno (1931-1962)         | Ferrovie del Gargano                  | Ferrovie del Gargano            |
| San Severo-Peschici                                  | Ordinario   | FG - Ferrovie del Gargano (dal 1962)                                                | Ferrovie del Gargano                  | Ferrovie del Gargano            |
| Foggia-Lucera                                        | Ordinario   | FG - Ferrovie del Gargano (dal 2009)                                                | Ferrovie del Gargano                  | Ferrovie del Gargano            |
| Bari-Barletta                                        | Ordinario   | Ferrotramviaria SpA (dal 1965)                                                      | Ferrotramviaria                       | Ferrotramviaria                 |
| Bari-San Paolo                                       | Ordinario   | Ferrotramviaria SpA (dal 2008)                                                      | Ferrotramviaria                       | Ferrotramviaria                 |
| Bari-Casamassima-Putignano                           | Ordinario   | Società Anonima per le Ferrovie Sussidiate (1905-1931)                              | Ferrovie del Sud Est Srl              | Ferrovie del Sud Est Srl        |
| Bari-Casamassima-Putignano                           | Ordinario   | FSE - Ferrovie del Sud Est (1931-1985)                                              | Ferrovie del Sud Est Srl              | Ferrovie del Sud Est Srl        |
| Bari-Casamassima-Putignano                           | Ordinario   | FSE - G.C.G. Ferrovie del Sud Est (1985-2001)                                       | Ferrovie del Sud Est Srl              | Ferrovie del Sud Est Srl        |
| Bari-Martina Franca-Taranto                          | Ordinario   | The subventioned railways corporation limited (1900-1905)                           | Ferrovie del Sud Est Srl              | Ferrovie del Sud Est Srl        |
| Bari-Martina Franca-Taranto                          | Ordinario   | Società Anonima per le Ferrovie Sussidiate (1905-1931)                              | Ferrovie del Sud Est Srl              | Ferrovie del Sud Est Srl        |
| Bari-Martina Franca-Taranto                          | Ordinario   | FSE - Ferrovie del Sud Est (1931-1985)                                              | Ferrovie del Sud Est Srl              | Ferrovie del Sud Est Srl        |
| Bari-Martina Franca-Taranto                          | Ordinario   | FSE - G.C.G. Ferrovie del Sud Est (1985-2001)                                       | Ferrovie del Sud Est Srl              | Ferrovie del Sud Est Srl        |
| Casarano-Gallipoli                                   | Ordinario   | Società anonima italiana per le ferrovie salentine (1919-1931)                      | Ferrovie del Sud Est Srl              | Ferrovie del Sud Est Srl        |
| Casarano-Gallipoli                                   | Ordinario   | FSE - Ferrovie del Sud Est (1931-1985)                                              | Ferrovie del Sud Est Srl              | Ferrovie del Sud Est Srl        |
| Casarano-Gallipoli                                   | Ordinario   | FSE - G.C.G. Ferrovie del Sud Est (1985-2001)                                       | Ferrovie del Sud Est Srl              | Ferrovie del Sud Est Srl        |
| Lecce-Otranto                                        | Ordinario   | FS - Ferrovie dello Stato (1906-1933)                                               | Ferrovie del Sud Est Srl              | Ferrovie del Sud Est Srl        |
| Lecce-Otranto                                        | Ordinario   | FSE - Ferrovie del Sud Est (1933-1985)                                              | Ferrovie del Sud Est Srl              | Ferrovie del Sud Est Srl        |
| Lecce-Otranto                                        | Ordinario   | FSE - G.C.G. Ferrovie del Sud Est (1985-2001)                                       | Ferrovie del Sud Est Srl              | Ferrovie del Sud Est Srl        |
| Maglie-Gagliano del Capo                             | Ordinario   | Società anonima italiana per le ferrovie salentine (1910-1931)                      | Ferrovie del Sud Est Srl              | Ferrovie del Sud Est Srl        |
| Maglie-Gagliano del Capo                             | Ordinario   | FSE - Ferrovie del Sud Est (1931-1985)                                              | Ferrovie del Sud Est Srl              | Ferrovie del Sud Est Srl        |
| Maglie-Gagliano del Capo                             | Ordinario   | FSE - G.C.G. Ferrovie del Sud Est (1985-2001)                                       | Ferrovie del Sud Est Srl              | Ferrovie del Sud Est Srl        |
| Martina Franca-Lecce                                 | Ordinario   | Società anonima italiana per le ferrovie salentine (1907-1931)                      | Ferrovie del Sud Est Srl              | Ferrovie del Sud Est Srl        |
| Martina Franca-Lecce                                 | Ordinario   | FSE - Ferrovie del Sud Est (1931-1985)                                              | Ferrovie del Sud Est Srl              | Ferrovie del Sud Est Srl        |
| Martina Franca-Lecce                                 | Ordinario   | FSE - G.C.G. Ferrovie del Sud Est (1985-2001)                                       | Ferrovie del Sud Est Srl              | Ferrovie del Sud Est Srl        |
| Novoli-Gagliano del Capo                             | Ordinario   | Società anonima italiana per le ferrovie salentine (1907-1931)                      | Ferrovie del Sud Est Srl              | Ferrovie del Sud Est Srl        |
| Novoli-Gagliano del Capo                             | Ordinario   | FSE - Ferrovie del Sud Est (1931-1985)                                              | Ferrovie del Sud Est Srl              | Ferrovie del Sud Est Srl        |
| Novoli-Gagliano del Capo                             | Ordinario   | FSE - G.C.G. Ferrovie del Sud Est (1985-2001)                                       | Ferrovie del Sud Est Srl              | Ferrovie del Sud Est Srl        |
| Zollino-Gallipoli                                    | Ordinario   | FS - Ferrovie dello Stato (1906-1933)                                               | Ferrovie del Sud Est Srl              | Ferrovie del Sud Est Srl        |
| Zollino-Gallipoli                                    | Ordinario   | FSE - Ferrovie del Sud Est (1933-1985)                                              | Ferrovie del Sud Est Srl              | Ferrovie del Sud Est Srl        |
| Zollino-Gallipoli                                    | Ordinario   | FSE - G.C.G. Ferrovie del Sud Est (1985-2001)                                       | Ferrovie del Sud Est Srl              | Ferrovie del Sud Est Srl        |
| Bari-Matera-Montalbano Jonico                        | Ridotto     | MCL Mediterranea Calabro Lucane (1915-1961)                                         | Ferrovie Appulo Lucane Srl            | Ferrovie Appulo Lucane Srl      |
| Bari-Matera-Montalbano Jonico                        | Ridotto     | FCL - Ferrovie Calabro Lucane (1961-1964)                                           | Ferrovie Appulo Lucane Srl            | Ferrovie Appulo Lucane Srl      |
| Bari-Matera-Montalbano Jonico                        | Ridotto     | FCL - G.C.G. Ferrovie Calabro Lucane (1964-2001)                                    | Ferrovie Appulo Lucane Srl            | Ferrovie Appulo Lucane Srl      |
| Altamura-Avigliano-Potenza                           | Ridotto     | MCL Mediterranea Calabro Lucane (1930-1961)                                         | Ferrovie Appulo Lucane Srl            | Ferrovie Appulo Lucane Srl      |
| Altamura-Avigliano-Potenza                           | Ridotto     | FCL - Ferrovie Calabro Lucane (1961-1964)                                           | Ferrovie Appulo Lucane Srl            | Ferrovie Appulo Lucane Srl      |
| Altamura-Avigliano-Potenza                           | Ridotto     | FCL - G.C.G. Ferrovie Calabro Lucane (1964-2001)                                    | Ferrovie Appulo Lucane Srl            | Ferrovie Appulo Lucane Srl      |
| Cosenza-Catanzaro Lido                               | Ridotto     | MCL Mediterranea Calabro Lucane (1916-1961)                                         | Ferrovie della Calabria Srl           | Ferrovie della Calabria Srl     |
| Cosenza-Catanzaro Lido                               | Ridotto     | FCL - Ferrovie Calabro Lucane (1961-1964)                                           | Ferrovie della Calabria Srl           | Ferrovie della Calabria Srl     |
| Cosenza-Catanzaro Lido                               | Ridotto     | FCL - G.C.G. Ferrovie Calabro Lucane (1964-2001)                                    | Ferrovie della Calabria Srl           | Ferrovie della Calabria Srl     |
| Cosenza-Camigliatello-San Giovanni in Fiore (Silana) | Ridotto     | MCL Mediterranea Calabro Lucane (1916-1961)                                         | Ferrovie della Calabria Srl           | Ferrovie della Calabria Srl     |
| Cosenza-Camigliatello-San Giovanni in Fiore (Silana) | Ridotto     | FCL - Ferrovie Calabro Lucane (1961-1964)                                           | Ferrovie della Calabria Srl           | Ferrovie della Calabria Srl     |
| Cosenza-Camigliatello-San Giovanni in Fiore (Silana) | Ridotto     | FCL - G.C.G. Ferrovie Calabro Lucane (1964-2001)                                    | Ferrovie della Calabria Srl           | Ferrovie della Calabria Srl     |
| Gioia Tauro-Cinquefrondi                             | Ridotto     | MCL Mediterranea Calabro Lucane (1924-1961)                                         | Ferrovie della Calabria Srl           | Ferrovie della Calabria Srl     |
| Gioia Tauro-Cinquefrondi                             | Ridotto     | FCL - Ferrovie Calabro Lucane (1961-1964)                                           | Ferrovie della Calabria Srl           | Ferrovie della Calabria Srl     |
| Gioia Tauro-Cinquefrondi                             | Ridotto     | FCL - G.C.G. Ferrovie Calabro Lucane (1964-2001)                                    | Ferrovie della Calabria Srl           | Ferrovie della Calabria Srl     |
| Gioia Tauro-Palmi-Sinopoli                           | Ridotto     | MCL Mediterranea Calabro Lucane (1917-1961)                                         | Ferrovie della Calabria Srl           | Ferrovie della Calabria Srl     |
| Gioia Tauro-Palmi-Sinopoli                           | Ridotto     | FCL - Ferrovie Calabro Lucane (1961-1964)                                           | Ferrovie della Calabria Srl           | Ferrovie della Calabria Srl     |
| Gioia Tauro-Palmi-Sinopoli                           | Ridotto     | FCL - G.C.G. Ferrovie Calabro Lucane (1964-2001)                                    | Ferrovie della Calabria Srl           | Ferrovie della Calabria Srl     |
| Paternò-Riposto (Circumetnea)                        | Ridotto     | SSLP - Società Siciliana di Lavori pubblici (1895-1942)                             | FCE                                   | FCE                             |
| Paternò-Riposto (Circumetnea)                        | Ridotto     | SELP - Società Etnea di Lavori Pubblici (1942-1947)                                 | FCE                                   | FCE                             |
| Paternò-Riposto (Circumetnea)                        | Ridotto     | FCE - G.C.G. Ferrovia Circumetnea (dal 1948)                                        | FCE                                   | FCE                             |
| Macomer-Nuoro                                        | Ridotto     | SFSS - Società italiana per le Strade Ferrate Secondarie della Sardegna (1888-1921) | ARST                                  | ARST                            |
| Macomer-Nuoro                                        | Ridotto     | FCS - Ferrovie Complementari della Sardegna (1921-1989)                             | ARST                                  | ARST                            |
| Macomer-Nuoro                                        | Ridotto     | FdS - G.C.G. Ferrovie della Sardegna (1989-2008)                                    | ARST                                  | ARST                            |
| Macomer-Nuoro                                        | Ridotto     | FdS - ARST Gestione FdS (2008-2010)                                                 | ARST                                  | ARST                            |
| Monserrato-Isili                                     | Ridotto     | SFSS - Società italiana per le Strade Ferrate Secondarie della Sardegna (1888-1921) | ARST                                  | ARST                            |
| Monserrato-Isili                                     | Ridotto     | FCS - Ferrovie Complementari della Sardegna (1921-1989)                             | ARST                                  | ARST                            |
| Monserrato-Isili                                     | Ridotto     | FdS - G.C.G. Ferrovie della Sardegna (1989-2008)                                    | ARST                                  | ARST                            |
| Monserrato-Isili                                     | Ridotto     | FdS - ARST Gestione FdS (2008-2010)                                                 | ARST                                  | ARST                            |
| Sassari-Alghero                                      | Ridotto     | SFSS - Società italiana per le Strade Ferrate Secondarie della Sardegna (1889-1921) | ARST                                  | ARST                            |
| Sassari-Alghero                                      | Ridotto     | FCS - Ferrovie Complementari della Sardegna (1921-1941)                             | ARST                                  | ARST                            |
| Sassari-Alghero                                      | Ridotto     | SFS - Strade Ferrate Sarde (1941-1989)                                              | ARST                                  | ARST                            |
| Sassari-Alghero                                      | Ridotto     | FdS - G.C.G. Ferrovie della Sardegna (1989-2008)                                    | ARST                                  | ARST                            |
| Sassari-Alghero                                      | Ridotto     | FdS - ARST Gestione FdS (2008-2010)                                                 | ARST                                  | ARST                            |
| Sassari-Sorso                                        | Ridotto     | FSS - Ferrovie Settentrionali Sarde (1930-1933)                                     | ARST                                  | ARST                            |
| Sassari-Sorso                                        | Ridotto     | SFS - Strade Ferrate Sarde (1933-1989)                                              | ARST                                  | ARST                            |
| Sassari-Sorso                                        | Ridotto     | FdS - G.C.G. Ferrovie della Sardegna (1989-2008)                                    | ARST                                  | ARST                            |
| Sassari-Sorso                                        | Ridotto     | FdS - ARST Gestione FdS (2008-2010)                                                 | ARST                                  | ARST                            |

### Linee passate alle Ferrovie dello Stato
Dalla tabella sono escluse le linee esercite dalle FS in regime transitorio.
| Linea                                      | Scartamento | Concessionaria                                                      | Decorrenza | Cessione alle FS |
| ------------------------------------------ | ----------- | ------------------------------------------------------------------- | ---------- | ---------------- |
| Aosta-Pré Saint Didier                     | Ordinario   | FAP - Ferrovia Aosta-Pré Saint Didier                               | 1929       | 1931             |
| Biella-Novara                              | Ordinario   | SFBN - Società Ferrovia Biella-Novara                               | 1939/40    | 1961             |
| Biella-Santhià                             | Ordinario   | FBS - Ferrovia Biella-Santhià                                       | 1856       | 1951             |
| Alessandria-Ovada                          | Ordinario   | SAO - Società ferrovia Alessandria Ovada (gruppo SV)                | 1907       | 1913             |
| Monza-Molteno                              | Ordinario   | FBC - Ferrovia della Brianza Centrale                               | 1911       | 1919             |
| Monza-Molteno                              | Ordinario   | MMO - Monza-Molteno-Oggiono                                         | 1919       | 1954             |
| Sondrio-Tirano (dell'Alta Valtellina)      | Ordinario   | FAV - Ferrovia dell'Alta Valtellina                                 | 1902       | 1970             |
| Vicenza-Schio                              | Ordinario   | SV - Società Veneta                                                 | 1876       | 1906             |
| Vicenza-Treviso                            | Ordinario   | SV - Società Veneta                                                 | 1877       | 1906             |
| Trento-Venezia (della Valsugana)           | Ordinario   | SIFV - Società Italiana per la Ferrovia della Valsugana             | 1908       | 1911             |
| Padova-Bassano                             | Ordinario   | SV - Società Veneta                                                 | 1877       | 1906             |
| Padova-Castelfranco Veneto-Belluno-Calalzo | Ordinario   | SV - Società Veneta                                                 | 1877       | 1906             |
| Ponte nelle Alpi-Conegliano                | Ordinario   | SV - Società Veneta                                                 | 1879       | 1937             |
| Udine-Cervignano                           | Ordinario   | SV - Società Veneta                                                 | 1899       | 1917-1920        |
| Cremona-Fidenza                            | Ordinario   | SIFT - Società Italiana Ferrovie e Tramvie                          | 1906       | 1912             |
| Lucca-Aulla (della Garfagnana)             | Ordinario   | FAL - Ferrovia Aulla Lucca                                          | 1911       | 1915             |
| Siena-Buonconvento-Monte Antico-Grosseto   | Ordinario   | SIF - Società Italiana per Imprese ferroviarie                      | 1927       | 1956             |
| Fano-Urbino (Metaurense)                   | Ordinario   | FP - Ferrovie Padane                                                | 1898       | 1933             |
| Poggibonsi-Colle Val d’Elsa                | Ordinario   | FPC - Ferrovia Poggibonsi Colle Val d'Elsa                          | 1885       | 1934             |
| Roma-Capranica-Viterbo                     | Ordinario   | RM - Rete Mediterranea                                              | 1894       | 1905-1918        |
| Roma-Albano                                | Ordinario   | SV - Società Veneta                                                 | 1884       | 1905-1918        |
| Albano-Nettuno                             | Ordinario   | SV - Società Veneta                                                 | 1884       | 1905-1918        |
| Sansepolcro-Perugia-Terni (Centrale Umbra) | Ordinario   | MCU - Mediterranea Centrale Umbra - gruppo SFM                      | 1915-1958  | 2019             |
| Sansepolcro-Perugia-Terni (Centrale Umbra) | Ordinario   | MUA - Mediterranea per le strade Ferrate Umbro Aretine - gruppo SFM | 1958-197?  | 2019             |
| Sansepolcro-Perugia-Terni (Centrale Umbra) | Ordinario   | FCU - Ferrovia Centrale Umbra                                       | 197?-1982  | 2019             |
| Sansepolcro-Perugia-Terni (Centrale Umbra) | Ordinario   | FCU - G.C.G. Ferrovia Centrale Umbra                                | 1982-2000  | 2019             |
| Sansepolcro-Perugia-Terni (Centrale Umbra) | Ordinario   | FCU - Ferrovia Centrale Umbra Srl                                   | 2001-2012  | 2019             |
| Sansepolcro-Perugia-Terni (Centrale Umbra) | Ordinario   | Umbria Mobilità                                                     | 2013-2019  | 2019             |
| Torino-Ceres                               | Ordinario   | FTCL - Ferrovia Torino-Cirié-Valli di Lanzo                         | ?-1933     | 2024             |
| Torino-Ceres                               | Ordinario   | FTN - Ferrovie Torino Nord                                          | 1933-1967  | 2024             |
| Torino-Ceres                               | Ordinario   | FTC - G.C.G. Ferrovia Torino Ceres                                  | 1967-1981  | 2024             |
| Torino-Ceres                               | Ordinario   | SATTI - Società per Azioni Torinese Tranvie Intercomunali           | 1981-2003  | 2024             |
| Torino-Ceres                               | Ordinario   | Gruppo Torinese Trasporti                                           | 2003-2023  | 2024             |
| Settimo Torinese-Pont (Canavesana)         | Ordinario   | SFC - Società Anonima della Strada Ferrata del Canavese             | 1856-1933  | 2024             |
| Settimo Torinese-Pont (Canavesana)         | Ordinario   | FTN - Ferrovie Torino Nord                                          | 1933-1959  | 2024             |
| Settimo Torinese-Pont (Canavesana)         | Ordinario   | SATTI - Società per Azioni Torinese Tranvie Intercomunali           | 1959-2003  | 2024             |
| Settimo Torinese-Pont (Canavesana)         | Ordinario   | Gruppo Torinese Trasporti                                           | 2003-2023  | 2024             |

### Linee dismesse
Il seguente elenco comprende unicamente le concessioni che comprendevano il trasporto passeggeri, con esclusione dunque degli impianti minerari e industriali.
| Linea                                               | Scartamento | Società concessionaria                                                                                   | Periodo             |
| --------------------------------------------------- | ----------- | --- | ------------------- |
| Serro San Quirico-Santuario N.S. della Guardia      | Ridotto     | AGI - Auto Guidovie Italiane                                                                             | 1929-1967           |
| Gozzano - Alzo                                      | Ordinario   | Avv. Luigi Bazzetti                                                                                      | 1886-1924           |
| Rivarolo-Castellamonte                              | Ordinario   | FCC - Ferrovia Centrale e Tramvie del Canavese                                                           | 1882- 1933          |
| Rivarolo-Castellamonte                              | Ordinario   | FTN - Società Anonima Ferrovie Torino Nord                                                               | 1933-1959           |
| Rivarolo-Castellamonte                              | Ordinario   | SATTI - Società per Azioni Torinese Tranvie Intercomunali                                                | 1959-1985           |
| Biella - Borriana                                   | Ridotto     | FEB - Ferrovie Elettriche Biellesi                                                                       | 1926-1951           |
| Biella-Cossato-Vallemosso                           | Ridotto     | FEB - Ferrovie Elettriche Biellesi                                                                       | 1891-1955           |
| Biella-Cossato-Vallemosso                           | Ridotto     | ATA - Azienda Trasporti Autoferrotranviari                                                               | 1955-1958           |
| Cossato - Masserano                                 | Ridotto     | FEB - Ferrovie Elettriche Biellesi                                                                       | 1930-1955           |
| Cossato - Masserano                                 | Ridotto     | ATA - Azienda Trasporti Autoferrotranviari                                                               | 1955-1958           |
| Biella-Balma                                        | Ridotto     | FEB - Ferrovie Elettriche Biellesi                                                                       | 1891-1955           |
| Biella-Balma                                        | Ridotto     | ATA - Azienda Trasporti Autoferrotranviari                                                               | 1955-1958           |
| Biella-Mongrando                                    | Ridotto     | FEB - Ferrovie Elettriche Biellesi                                                                       | 1891-1922           |
| Biella-Mongrando                                    | Ridotto     | SABOTE - Società Anonima Biella-Oropa per la Trazione Elettrica (come tranvia)                           | 1922-1951           |
| Coggiola-Grignasco                                  | Ordinario   | FVS - Ferrovia della Val Sessera                                                                         | 1908-1934           |
| Stresa-Mottarone                                    | Ridotto     | FSM - Società Ferrovia Stresa Mottarone                                                                  | 1911-1963           |
| Intra-Pallanza-Omegna                               | Ordinario   | SAVTE - Società Anonima Verbano per la trazione elettrica                                                | 1910-1946           |
| Intra-Premeno                                       | Ridotto     | FIP - Società Anonima Ferrovia Intra Premeno                                                             | 1926-1959           |
| Frugarolo-Basaluzzo                                 | Ordinario   | FVO - Società Anonima Ferrovia della Val d’Orba                                                          | 1887-1933           |
| Tortona-Castelnuovo Scrivia                         | Ordinario   | FTC - Consorzio Ferrovia Economica Tortona-Castelnuovo Scrivia                                           | 1895-1914           |
| Tortona-Castelnuovo Scrivia                         | Ordinario   | Società Anonima delle Tramvie a Vapore della Provincia di Alessandria                                    | 1914-1933           |
| Fossano-Mondovì-Villanova                           | Ridotto     | FEM - Ferrovie Economiche di Mondovì                                                                     | 1903-1939           |
| Varese-Ghirla-Luino (della Valganna)                | Ridotto     | Società Anonima Varesina                                                                                 | 1903-1906           |
| Varese-Ghirla-Luino (della Valganna)                | Ridotto     | SVIE - Società Varesina per Imprese Elettriche                                                           | 1906-1940           |
| Varese-Ghirla-Luino (della Valganna)                | Ridotto     | SVIT - Società Varesina Imprese Trasporti                                                                | 1940-1955           |
| Ghirla-Ponte Tresa                                  | Ridotto     | SVIE - Società Varesina per Imprese Elettriche                                                           | 1914-1940           |
| Ghirla-Ponte Tresa                                  | Ridotto     | SVIT - Società Varesina Imprese Trasporti                                                                | 1940-1955           |
| Luino-Ponte Tresa                                   | Ridotto     | SNF - Società di Navigazione e Ferrovie pel Lago di Lugano                                               | 1885-1918           |
| Luino-Ponte Tresa                                   | Ridotto     | SVIE - Società Varesina per Imprese Elettriche                                                           | 1918-1940           |
| Luino-Ponte Tresa                                   | Ridotto     | SVIT - Società Varesina Imprese Trasporti                                                                | 1940-1955           |
| Menaggio-Porlezza                                   | Ridotto     | SNF - Società di Navigazione e Ferrovie pel lago di Lugano                                               | 1884-1939           |
| Castellanza-Stabio                                  | Ordinario   | FNS - Società Anonima per la Ferrovia Novara-Seregno                                                     | 1904-1918           |
| Castellanza-Stabio                                  | Ordinario   | FNM - Ferrovie Nord Milano                                                                               | 1918-1977           |
| Malnate-Grandate                                    | Ordinario   | SFT - Società Anonima delle Ferrovie del Ticino                                                          | 1885-1888           |
| Malnate-Grandate                                    | Ordinario   | FNM - Ferrovie Nord Milano                                                                               | 1888-1966           |
| Renate - Romanò Fornaci                             | Ordinario   | FBC - Ferrovie della Brianza Centrale                                                                    | 1912-1931           |
| Bergamo-Piazza Brembana (della Valle Brembana)      | Ordinario   | FVB - Società della Ferrovia Valle Brembana (FVB)                                                        | 1906-1966           |
| Bergamo-Clusone (della Valle Seriana)               | Ordinario   | SE - Société Générale des Chemins de Fer Economiques                                                     | 1884-1906           |
| Bergamo-Clusone (della Valle Seriana)               | Ordinario   | FVS - Società Anonima Ferrovia Valle Seriana                                                             | 1906-1966           |
| Bergamo-Clusone (della Valle Seriana)               | Ordinario   | SAB - Società Autoferrovie Bergamo                                                                       | 1965-1967           |
| Iseo-Rovato-Cremona                                 | Ordinario   | SNFT - Società Nazionale Ferrovie e Tramvie                                                              | 1911-1956           |
| Rezzato-Vobarno                                     | Ordinario   | Società Anonima Ferrovia Rezzato-Vobarno-Valle Sabbia                                                    | 1897-1901           |
| Rezzato-Vobarno                                     | Ordinario   | Società Anonima Ferrovia Rezzato-Vobarno-Caffaro                                                         | 1904-1910           |
| Rezzato-Vobarno                                     | Ordinario   | Provincia di Brescia                                                                                     | 1910-1917           |
| Rezzato-Vobarno                                     | Ordinario   | FRV - Società Anonima Ferrovia Rezzato-Vobarno (Gruppo TEB)                                              | 1921-1942           |
| Rezzato-Vobarno                                     | Ordinario   | FRV - Ferrovia Rezzato-Vobarno Spa (Gruppo SEB)                                                          | 1942-1963           |
| Rezzato-Vobarno                                     | Ordinario   | Società Anonima Acciaierie e Ferriere Lombarde (Acciaierie Falck)                                        | 1963-1968           |
| Mantova-Peschiera                                   | Ordinario   | FMP - Ferrovia Mantova Peschiera                                                                         | 1934-1967           |
| Voghera-Varzi                                       | Ordinario   | FVV - Ferrovia Voghera Varzi (gruppo FAA)                                                                | 1931-1966           |
| Bolzano-Caldaro-Sant'Antonio                        | Ordinario   | SAFT - Società Anonima Ferrovia Transatesina / FBC - Ferrovia Bolzano Caldaro                            | 1918-1960           |
| Bolzano-Caldaro-Sant'Antonio                        | Ordinario   | Società Ferrovia del Renon                                                                               | 1960-1971           |
| Dermulo-Fondo-Mendola                               | Ridotto     | FEAA - Ferrovia Elettrica dell'Alta Anaunia                                                              | 1918-1934           |
| Lana di Sopra-Postal                                | Ordinario   | LP - Società Anonima Tranvia Lana Postal-Lana di Sopra                                                   | 1913-1942           |
| Lana di Sopra-Postal                                | Ordinario   | LP - Ferrovia Locale Lana Postal-Lana di Sopra S.p.A.                                                    | 1942-1974           |
| Mezzocorona-Mezzolombardo                           | Ordinario   | KKstB | 1906-1918           |
| Mezzocorona-Mezzolombardo                           | Ordinario   | FS - Ferrovie dello Stato                                                                                | 1918-1936           |
| Mezzocorona-Mezzolombardo                           | Ordinario   | Società Anonima Trasporti Pubblici                                                                       | 1936-1964           |
| Calalzo-Cortina-Dobbiaco                            | Ridotto     | SFD - Società Ferrovia Dolomiti                                                                          | 1923-1964           |
| Ora-Cavalese-Predazzo (della Val di Fiemme)         | Ridotto     | FEVF - Ferrovia Elettrica della Val di Fiemme                                                            | 1927-1963           |
| Mori-Arco-Riva del Garda                            | Ridotto     | MAR - Mori Arco Riva                                                                                     | 1891-1936           |
| Cervignano-Aquileia-Pontile per Grado               | Ordinario   | SV - Società Veneta                                                                                      | 1915-1918           |
| Carnia-Tolmezzo-Villa Santina                       | Ordinario   | SV - Società Veneta                                                                                      | 1910-1968           |
| Villa Santina-Comeglians (del Degano)               | Ridotto     | SV - Società Veneta                                                                                      | 1913-1920           |
| Villa Santina-Comeglians (del Degano)               | Ridotto     | CVD - Consorzio Ferrovia Val Degano                                                                      | 1920-1931           |
| Tolmezzo-Paluzza-Moscardo (del Bût)                 | Ridotto     | SV - Società Veneta                                                                                      | 1915-1919           |
| Tolmezzo-Paluzza-Moscardo (del Bût)                 | Ridotto     | Società elettrica di Paluzza                                                                             | 1919                |
| Tolmezzo-Paluzza-Moscardo (del Bût)                 | Ridotto     | CFB - Consorzio Ferrovia del Bût                                                                         | 1915-1919           |
| Cividale-Caporetto                                  | Ridotto     | SV - Società Veneta                                                                                      | 1915-1921           |
| Cividale-Caporetto                                  | Ridotto     | IEB - Impresa Eredi Binetti                                                                              | 1921-1932           |
| Bribano-Agordo                                      | Ordinario   | SAIF - Società Anonima Industriale Ferroviaria                                                           | 1925-1955           |
| Torrebelvicino-Schio                                | Ridotto     | Ferrovie Economiche di Schio (gruppo SV)                                                                 | 1885-1906           |
| Torrebelvicino-Schio                                | Ridotto     | Ferrovie Nord Vicenza (gruppo SV)                                                                        | 1906-1925           |
| Schio-Rocchette                                     | Ridotto     | Ferrovie Economiche di Schio (gruppo SV)                                                                 | 1885-1906           |
| Schio-Rocchette                                     | Ridotto     | Ferrovie Nord Vicenza (gruppo SV)                                                                        | 1906-1925           |
| Schio-Rocchette                                     | Ridotto     | SV - Società Veneta                                                                                      | 1926-1929           |
| Rocchette-Arsiero                                   | Ridotto     | Ferrovie Economiche di Schio (gruppo SV)                                                                 | 1885-1906           |
| Rocchette-Arsiero                                   | Ridotto     | Ferrovie Nord Vicenza (gruppo SV)                                                                        | 1906-1925           |
| Rocchette-Arsiero                                   | Ridotto     | SV - Società Veneta                                                                                      | 1929-1933           |
| Rocchette-Asiago                                    | Ridotto     | SV - Società Veneta                                                                                      | 1910-1958           |
| Thiene-Rocchette - Arsiero                          | Ordinario   | SV - Società Veneta                                                                                      | 1907-1964           |
| Vicenza-Montecchio-Valdagno-Recoaro                 | Ordinario   | The Province of Vicenza Steam Tramway Co. Ltd.                                                           | 1880-1907           |
| Vicenza-Montecchio-Valdagno-Recoaro                 | Ordinario   | STV - Società Tranvie Vicentine                                                                          | 1907-1951           |
| Vicenza-Montecchio-Valdagno-Recoaro                 | Ordinario   | FTV - Ferrovie e Tramvie Vicentine                                                                       | 1951-1980           |
| Montecchio-Arzignano-Chiampo                        | Ordinario   | The Province of Vicenza Steam Tramway Co. Ltd.                                                           | 1880/1903-1907      |
| Montecchio-Arzignano-Chiampo                        | Ordinario   | STV - Società Tranvie Vicentine                                                                          | 1907-1951           |
| Montecchio-Arzignano-Chiampo                        | Ordinario   | FTV - Ferrovie e Tramvie Vicentine                                                                       | 1951-1961           |
| Vicenza-Noventa-Montagnana                          | Ordinario   | STV - Società Tranvie Vicentine                                                                          | 1911-1951           |
| Vicenza-Noventa-Montagnana                          | Ordinario   | FTV - Ferrovie e Tramvie Vicentine                                                                       | 1951-1978           |
| Vicenza-Bassano del Grappa                          | Ordinario   | STV - Società Tranvie Vicentine                                                                          | 1910-1951           |
| Vicenza-Bassano del Grappa                          | Ordinario   | FTV - Ferrovie e Tramvie Vicentine                                                                       | 1951-1961           |
| Verona-Affi-Caprino/Garda                           | Ordinario   | FVCG - Società Anonima per la Ferrovia Verona-Caprino-Garda                                              | 1889-1910           |
| Verona-Affi-Caprino/Garda                           | Ordinario   | SV - Società Veneta                                                                                      | 1910-1924           |
| Verona-Affi-Caprino/Garda                           | Ordinario   | FVCG - Ferrovia Verona Caprino Garda                                                                     | 1924-1935           |
| Verona-Affi-Caprino/Garda                           | Ordinario   | SAER - Società Anonima Esercizi Riuniti                                                                  | 1935-1959           |
| Padova-Piazzola-Carmignano                          | Ordinario   | PPC - Padova Piazzola Carmignano                                                                         | 1911-1958           |
| Adria-Ariano Polesine                               | Ordinario   | SVEFT - Società Veneto-Emiliana Ferrovie e Tranvie                                                       | 1933-1942           |
| Adria-Ariano Polesine                               | Ordinario   | SV - Società Veneta                                                                                      | 1942-1944           |
| Piacenza-Bettola                                    | Ordinario   | SIFT - Società Italiana Ferrovie e Tramvie                                                               | 1932-1967           |
| Bagnolo-Carpi                                       | Ordinario   | SAFRE - Società Anonima per le Ferrovie di Reggio Emilia                                                 | 1886-1936           |
| Bagnolo-Carpi                                       | Ordinario   | CCFR - Consorzio Cooperativo Ferrovie Reggiane                                                           | 1936-1955           |
| Reggio Emilia-Boretto                               | Ordinario   | SAFRE - Società Anonima per le Ferrovie di Reggio Emilia                                                 | 1927-1936           |
| Reggio Emilia-Boretto                               | Ordinario   | CCFR - Consorzio Cooperativo Ferrovie Reggiane                                                           | 1936-1955           |
| Barco-Montecchio Nell’Emilia                        | Ordinario   | CCPL - Consorzio Cooperativo di Produzione e Lavoro / FRC - Ferrovia Reggio Ciano                        | 1909-1936           |
| Barco-Montecchio Nell’Emilia                        | Ordinario   | CCFR - Consorzio Cooperativo Ferrovie Reggiane                                                           | 1936-1955           |
| Modena-Mirandola                                    | Ordinario   | FSMMF - Società Anonima per la Ferrovia Sassuolo Modena Mirandola e Finale                               | 1883-1917           |
| Modena-Mirandola                                    | Ordinario   | SEFTA - Società Emiliana Ferrovie Tranvie Automobili                                                     | 1917-1964           |
| Cavezzo-Finale Emilia                               | Ordinario   | FSMMF - Società Anonima per la Ferrovia Sassuolo Modena Mirandola e Finale                               | 1884-1917           |
| Cavezzo-Finale Emilia                               | Ordinario   | SEFTA - Società Emiliana Ferrovie Tranvie Automobili                                                     | 1917-1964           |
| Modena-Vignola                                      | Ordinario   | FMV - Società Anonima per la ferrovia Modena-Vignola                                                     | 1888-1917           |
| Modena-Vignola                                      | Ordinario   | SEFTA - Società Emiliana Ferrovie Tranvie Automobili                                                     | 1917-1964           |
| Spilamberto-Bazzano                                 | Ordinario   | FMV - Società Anonima per la ferrovia Modena-Vignola                                                     | 1888-1917           |
| Spilamberto-Bazzano                                 | Ordinario   | SEFTA - Società Emiliana Ferrovie Tranvie Automobili                                                     | 1917-1964           |
| Budrio-Massalombarda                                | Ordinario   | SV - Società Veneta                                                                                      | 1887-1964           |
| Ferrara-Copparo                                     | Ordinario   | SV - Società Veneta                                                                                      | 1903-1956           |
| Ferrara-Modena                                      | Ordinario   | SV - Società Veneta                                                                                      | 1909/16-1956        |
| Castelbolognese-Riolo Terme (della Valle del Senio) | Ordinario   | FVS - Ferrovia Valle del Senio                                                                           | 1914-1933           |
| Massalombarda-Imola-Fontanelice                     | Ordinario   | SAF - Santerno Anonima Ferroviaria                                                                       | 1916-1944           |
| Rimini-San Marino                                   | Ridotto     | SVEFT - Società Veneto-Emiliana Ferrovie e Tranvie                                                       | 1932-1944           |
| Rimini-Novafeltria                                  | Ridotto     | FP - Ferrovie Padane                                                                                     | 1916-1960           |
| Castelraimondo-Camerino                             | Ridotto     | Società Anonima Ferrovie e Imprese Elettriche                                                            | 1906-1923           |
| Castelraimondo-Camerino                             | Ridotto     | SFM - Società Anonima Ferrovie Marchigiane                                                               | 1923-1930/1935-1956 |
| Porto San Giorgio-Fermo-Amandola                    | Ridotto     | FAA - Ferrovia Adriatico Appennino                                                                       | 1908-1956           |
| Pracchia-Mammiano (dell'Alto Pistoiese)             | Ridotto     | FAP - Ferrovia dell'Alto Pistoiese                                                                       | 1926-1965           |
| Montepulciano-Montepulciano Stazione                | Ridotto     | Società Anonima per l'esercizio della Ferrovia Fontago-Montepulciano / SAF - Società Anonima Ferroviaria | 1917-1927           |
| Pisa-Tirrenia-Livorno                               | Ordinario   | STEFET - Soc. Trazione E Ferrovie Elettriche Toscane                                                     | 1929-1936           |
| Pisa-Tirrenia-Livorno                               | Ordinario   | SAIET - Soc. Anonima Imprese E Trasporti                                                                 | 1936-1954           |
| Pisa-Tirrenia-Livorno                               | Ordinario   | ACIT - Azienda Consorziale Interprovinciale Trasporti                                                    | 1954-1960           |
| Massa Marittima-Follonica                           | Ordinario   | FMF - Ferrovia Massa Marittima Follonica                                                                 | 1902-1944           |
| Orbetello-Porto Santo Stefano                       | Ordinario   | SNFT - Società Nazionale Ferrovie e Tramvie                                                              | 1913-1944           |
| Sant'Ellero-Saltino (di Vallombrosa)                | Ridotto     | SAFV - Società Anonima Ferrovia di Vallombrosa                                                           | 1892-1923           |
| Ferrovia Appennino Centrale                         | Ridotto     | FAC - Società Anonima per le Ferrovie dell'Appennino Centrale                                            | 1886-1944           |
| Spoleto-Norcia                                      | Ridotto     | SSIF - Società Subalpina Imprese Ferroviarie                                                             | 1926-1965           |
| Spoleto-Norcia                                      | Ridotto     | SSIT - Società Spoletina di Imprese Trasporti / FSN - Ferrovia Spoleto Norcia                            | 1965-1968           |
| Mandela-Subiaco                                     | Ordinario   | FMS - Società Anonima per la Ferrovia Mandela-Subiaco                                                    | 1901-1928/33        |
| Roma-Fiuggi-Alatri-Frosinone                        | Ridotto     | SFV - Società per le Ferrovie Vicinali                                                                   | 1916-1941           |
| Roma-Fiuggi-Alatri-Frosinone                        | Ridotto     | STEFER - Società Tranvie e Ferrovie Elettriche di Roma                                                   | 1941-1976           |
| Roma-Fiuggi-Alatri-Frosinone                        | Ridotto     | ACOTRAL - Azienda Consortile Trasporti Laziali                                                           | 1976-1993           |
| L'Aquila-Capitignano                                | Ordinario   | SIA - Società Anonima Industriale dell'Aterno                                                            | 1922-1933           |
| Ortona Marina-Crocetta                              | Ordinario   | FAA - Ferrovia Adriatico Appennino                                                                       | 1912-1982           |
| Archi-Atessa                                        | Ordinario   | FAA - Ferrovia Adriatico Appennino                                                                       | 1913/29-1982        |
| San Vito-Lanciano                                   | Ordinario   | FAA - Ferrovia Adriatico Appennino                                                                       | 1912-1980           |
| San Vito-Lanciano                                   | Ordinario   | FAS - Ferrovia Adriatico Sangritana                                                                      | 2000-2006           |
| Chieti-Chieti Scalo                                 | Ridotto     | Società Anonima della Ferrovia di Chieti                                                                 | 1905-1933           |
| Chieti-Chieti Scalo                                 | Ridotto     | Società Anonima Ferrovia ed Autolinee di Chieti                                                          | 1933-1942           |
| Chieti-Chieti Scalo                                 | Ridotto     | FAA - Ferrovia Adriatico Appennino                                                                       | 1943-1944           |
| Chieti-Chieti Scalo                                 | Ridotto     | Comune di Chieti                                                                                         | 1944                |
| Pescara-Penne                                       | Ridotto     | FEA - Società Ferrovie Elettriche Abruzzesi                                                              | 1929-1963           |
| Pescolanciano-Agnone                                | Ridotto     | SFAP - Società per la Ferrovia Agnone Pescolanciano                                                      | 1915-1943           |
| Napoli-Santa Maria Capua Vetere (Alifana bassa)     | Ridotto     | CFMI - Compagnie des Chemins de Fer du Midi et d'Italie                                                  | 1913-1923           |
| Napoli-Santa Maria Capua Vetere (Alifana bassa)     | Ridotto     | FNP - Ferrovia Napoli Piedimonte                                                                         | 1923-1968           |
| Napoli-Santa Maria Capua Vetere (Alifana bassa)     | Ridotto     | TPN - Tranvie Provinciali Napoletane                                                                     | 1968-1976           |
| Pugliano-Vesuvio                                    | Ridotto     | Thomas Cook and Son                                                                                      | 1903-1927           |
| Pugliano-Vesuvio                                    | Ridotto     | Ferrovia e funicolare vesuviana                                                                          | 1927-1945           |
| Pugliano-Vesuvio                                    | Ridotto     | SFSM - Strade Ferrate Secondarie Meridionali                                                             | 1945-1955           |
| Bitonto-Santo Spirito                               | Ordinario   | SAF - Società Anonima Ferroviaria                                                                        | 1928-1963           |
| Matera-Pisticci-Montalbano Jonico                   | Ridotto     | MCL - Mediterranea Calabro Lucane                                                                        | 1915-1961           |
| Matera-Pisticci-Montalbano Jonico                   | Ridotto     | FCL - Ferrovie Calabro Lucane                                                                            | 1961-1969           |
| Potenza-Pignola-Laurenzana                          | Ridotto     | MCL - Mediterranea Calabro Lucane                                                                        | 1919/31-1961        |
| Potenza-Pignola-Laurenzana                          | Ridotto     | FCL - Ferrovie Calabro Lucane                                                                            | 1961-1980           |
| Atena Lucana-Marsico Nuovo                          | Ridotto     | MCL - Mediterranea Calabro Lucane                                                                        | 1931-1961           |
| Atena Lucana-Marsico Nuovo                          | Ridotto     | FCL - Ferrovie Calabro Lucane                                                                            | 1961-1966           |
| Lagonegro-Castrovillari-Spezzano Albanese           | Ridotto     | MCL - Mediterranea Calabro Lucane                                                                        | 1915-1961           |
| Lagonegro-Castrovillari-Spezzano Albanese           | Ridotto     | FCL - Ferrovie Calabro Lucane                                                                            | 1961-1978           |
| Crotone-Petilia Policastro                          | Ridotto     | MCL - Mediterranea Calabro Lucane                                                                        | 1930-1961           |
| Crotone-Petilia Policastro                          | Ridotto     | FCL - Ferrovie Calabro Lucane                                                                            | 1961-1972           |
| Vibo Valentia-Mileto                                | Ridotto     | MCL - Mediterranea Calabro Lucane                                                                        | 1917/23-1961        |
| Vibo Valentia-Mileto                                | Ridotto     | FCL - Ferrovie Calabro Lucane                                                                            | 1961-1966           |
| Soverato-Chiaravalle                                | Ridotto     | MCL - Mediterranea Calabro Lucane                                                                        | 1923-1961           |
| Soverato-Chiaravalle                                | Ridotto     | FCL - Ferrovie Calabro Lucane                                                                            | 1961-1969           |
| Mammola-Marina di Gioiosa                           | Ridotto     | MCL - Mediterranea Calabro Lucane                                                                        | 1931-1961           |
| Mammola-Marina di Gioiosa                           | Ridotto     | FCL - Ferrovie Calabro Lucane                                                                            | 1961-1968           |
| Palmi-Sinopoli                                      | Ridotto     | MCL - Mediterranea Calabro Lucane                                                                        | 1928-1961           |
| Palmi-Sinopoli                                      | Ridotto     | FCL - Ferrovie Calabro Lucane                                                                            | 1961-1989           |
| Palmi-Sinopoli                                      | Ridotto     | FC - Ferrovie della Calabria                                                                             | 1989-1997           |
| Siracusa-Ragusa/Vizzini                             | Ridotto     | SAFS - Società Anonima per le Ferrovie Secondarie della Sicilia                                          | 1915-1956           |
| Tempio Pausania-Luras-Monti                         | Ridotto     | SFSS - Strade Ferrate Secondarie della Sardegna                                                          | 1888-1921           |
| Tempio Pausania-Luras-Monti                         | Ridotto     | FCS - Ferrovie Complementari Sarde                                                                       | 1921-1941           |
| Tempio Pausania-Luras-Monti                         | Ridotto     | SFS - Strade Ferrate Sarde                                                                               | 1941-1958           |
| Alghero Sant'Agostino-Alghero Porto                 | Ridotto     | SFSS - Strade Ferrate Secondarie della Sardegna                                                          | 1889-1921           |
| Alghero Sant'Agostino-Alghero Porto                 | Ridotto     | FCS - Ferrovie Complementari Sarde                                                                       | 1921-1941           |
| Alghero Sant'Agostino-Alghero Porto                 | Ridotto     | SFS - Strade Ferrate Sarde                                                                               | 1941-1988           |
| Bosa-Bosa Marina                                    | Ridotto     | SFSS - Strade Ferrate Secondarie della Sardegna                                                          | 1888-1921           |
| Bosa-Bosa Marina                                    | Ridotto     | FCS - Ferrovie Complementari Sarde                                                                       | 1921-1981           |
| Gairo Taquisara-Jerzu                               | Ridotto     | SFSS - Strade Ferrate Secondarie della Sardegna                                                          | 1893-1921           |
| Gairo Taquisara-Jerzu                               | Ridotto     | FCS - Ferrovie Complementari Sarde                                                                       | 1921-1956           |
| Chilivani Ozieri-Tirso                              | Ridotto     | SFSS - Strade Ferrate Secondarie della Sardegna                                                          | 1891-1921           |
| Chilivani Ozieri-Tirso                              | Ridotto     | FCS - Ferrovie Complementari Sarde                                                                       | 1921-1969           |
| Sarcidano-Villacidro                                | Ridotto     | FCS - Ferrovie Complementari Sarde                                                                       | 1915-1956           |
| Ales-Villamar                                       | Ridotto     | FCS - Ferrovie Complementari Sarde                                                                       | 1915-1956           |
| Siliqua-San Giovanni Suergiu-Calasetta              | Ridotto     | FMS - Ferrovie Meridionali Sarde                                                                         | 1926-1974           |
| San Giovanni Suergiu-Monteponi-Iglesias             | Ridotto     | Compagnia Reale delle Ferrovie Sarde (Monteponi-Iglesias)                                                | 1898-1920           |
| San Giovanni Suergiu-Monteponi-Iglesias             | Ridotto     | FS - Ferrovie dello Stato (Monteponi-Iglesias)                                                           | 1920-1926           |
| San Giovanni Suergiu-Monteponi-Iglesias             | Ridotto     | FMS - Ferrovie Meridionali Sarde                                                                         | 1926-1974           |